# オルタナティブガールズ
『オルタナティブガールズ』（Alternative Girls）は、サイバーエージェントより配信されたスマートフォン向けゲームアプリ、および本作を原作としたメディアミックスコンテンツ。2016年に正式発表され、2016年7月20日よりサービス開始。2017年より各ローカライズ版による海外展開が行われた。基本プレイ無料（アイテム課金制）。公式略称は『オルガル』。キャッチコピーは「手を伸ばせば、君がいる」、『オルガル2』リニューアル後は「君と踏み出す新たな物語」。
「VRモード搭載」「超美麗3Dグラフィックス」を謳った、サイバーエージェントの完全新規IPによるRPG。ストーリーモードは配信開始時点において業界初であった全編3Dポリゴングラフィック・フルボイスが実装されている。
2022年1月4日23時59分をもってオンラインサービスを終了し、同年1月5日15時よりオフライン版へと移行された。
リニューアル版である『オルタナティブガールズ2』についても本項目で取り扱う。

## 開発
開発スタートは2014年10月頃で、約10名の少人数チームによって試作版が作られた。その時点で、『3Dとモーションキャプチャを駆使したリッチなグラフィックスで、女の子の可愛さを表現する』『VRによって、ユーザーと女の子の距離を限界まで縮める』という方向性が決まっていた。3DCGアニメーター(2017年当時)の小沼千紘は「それまでの開発経験を踏まえ、さらに高度な3D表現を追求するため、徐々にスタッフを増員してきた」と語っている。
『オルタナ』の少女はリリース当初、第1チーム『フリージアドッグ』と第2チーム『アイリスキャット』の2チームに編成されており、これらのキャラクターのうち、最初に3D化されたのが悠木美弥花だった。3DCGアニメーター(2017年当時)の小林千夏は「美弥花は本作の『顔』となるキャラクターだったので、まずは彼女の3Dモデルを制作し、ルックやモーションの方向性、テクスチャやセットアップの仕様などを検討した」と語っている。
2Dのデザイン画から3Dモデルを制作した後、3DCGディレクターの海老沼宏之、アートディレクター(2017年当時)の庄司拓弥、3Dモデルリーダー(2017年当時)の八田勧生などが中心となって、何度も調整が繰り返された。美弥花の3Dモデル完成後、『フリージアドッグ』の他5名、さらに『アイリスキャット』の6名が制作された。3DCGアニメーター(2017年当時)の高石梨香子は「美弥花のデータを指針にしつつ、それぞれのキャラ性に応じて、セットアップやモーションを細かく変更している」と語っている。
3Dモデルの頭部は四角ポリゴン、頭部以外は三角ポリゴンで作られており、キャラクター1体当たりのポリゴン数の上限は18,000ポリゴンとなっている。VRモードやストーリーパートではこのモデルを使い、バトルパートではポリゴン数を半分以下に削ったローポリゴンモデルが使われている。
3Dモデル1体当たりのボーンの平均数は62本で、100本を上限としている。髪が長いキャラクターや、衣装のゆれものが多いキャラクターほどボーンが多くなる。オルタナは様々な衣装に着替えるため、衣装に応じたセットアップの調整も必要となる。例えば2017年のお正月には振り袖の衣装を追加したため、振り袖用ボーンの設定や、めり込み調整が必要になったという。なお、髪やゆれものの制御にはUnityの物理シミュレーションを使用している。小沼は「12人の身長やスタイルはバラバラなので、ゆれや変形具合の調整も個別に行なっています。1人として同じセットアップのキャラクターはいない」と語っている。

### 開発スタッフ
- プロデューサー - 【初代】高垣佳晃（がっきーP）、【2代目】吉田将人（よしP）、【3代目】栗田優也（くりP）
- 3DCGディレクター - 海老沼宏之
- クリエイティブディレクター - 筒井豊、山崎一平、庄司拓弥
- アートディレクター - 庄司拓弥
- UIデザイナー - 山下陽大、中村泰高[5]、春山俊輔[21]、白 然景
- デザイナー - 山崎一平
- 2D演出 - 白 然景
- 3D - 小沼千紘[5]、小林千夏、高石梨香子、八嶋翠[5]、緒方貴之[5]、小倉榛夏[5]、八田勧生
- イラストレーター - 古川麻生[5]、榎本考平[5]、横山恵[5]
- 広報 - 小出真央
- プロジェクトマネージャー - 小野山裕己
- プロモーションプランナー - 綿引勉
- Unityエンジニア - 渡邉俊光、真鍋孝明、石黒祐輔
- リードエンジニア - 福永亘
- サーバーエンジニア - 河野智則、那須勇弥
- インフラエンジニア - 河野智則
- テクニカルアーティスト - 西村徳朗、見原朋也
- ゲームエンジン - Unity
- モデリング - 株式会社アバン[22]
- モーションキャプチャー - ソリッド・キューブ[23]
- 必殺技エフェクト - BISHAMON[24]
- エフェクトデザイナー - 白石礼奈、緒方貴之
- グラフィック - Imageworks Studio
- アルバムCD・ベストアルバムCDプロデュース＆ディレクション - 倉科隆浩
- アルバムCDデザイン監修 - 山下陽大
- グッズ制作 - 春山俊輔[21]、田所ミニ
- ストーリー脚本 - 内田まどか（メインストーリー第1部1章～第3部5章）[25]、畑下はるこ（メインストーリー第3部6章～完結・一部交流ストーリー・プロット作成・カード原案など）[26]、村上美然（企画・キャラ設定・コラボ・VR・ASMR等を含むシナリオ全般）[27]、船橋勧（一部ストーリーイベント）[28]、篠塚智子（一部ストーリーイベント）[29]、鈴木洋介（一部ストーリーイベント）[30]、松原史明（一部ストーリーイベント）[31]
- その他 - raemz（イラスト構図・ラフ）[32]
- 開発・運営 - サイバーエージェント、 QualiArts

※過去に担当していた人物も含む。

## 沿革
- 2016年
  - 4月28日 - 事前登録開始[14]。
  - 6月22日 - クローズドβテスト実施（Android版のみ）[33][34]。
  - 7月20日 - 正式サービス開始[9][10]。
  - 8月11日 - 50万ダウンロード突破。
  - 9月15日-10月2日 - 初のテレビCMを放映。
  - 10月 - 開発がAmebaゲーム事業本部より、サイバーエージェントグループの新設子会社であるQualiArtsへと移管[35]。
  - 10月11日 - 公認生放送「オルガルコミット＠天国'sApp」が放送開始。
  - 11月2日 - 100万ダウンロード突破。
  - 12月1日 - 「Google Play ベストオブ 2016」ベストイノベーティブゲーム部門賞 受賞[36]。
- 2017年
  - 1月9日 - 公式Webラジオ『おるらじ〜キャプテン、聞いてください！〜』が配信開始。
  - 2月7日 - AndApp版をリリース。
  - 7月20日 - リリース1周年。ゲームバージョンが2.0.0となる。
  - 7月30日 - 1周年記念イベント、『オルタナティブガールズ 1周年記念ファン感謝祭』を開催。
  - 12月1日 - リリース500日。
- 2018年
  - 5月7日 - 所属事務所より引退が発表されていた水島愛梨役の遠藤ゆりかに代わり、和氣あず未に12月頃キャスト変更されることが発表された。
  - 7月14日 - 2周年記念イベント、『オルタナティブガールズ2周年記念感謝祭～いつもありがとうございます！キャプテン♡～』を開催。
  - 7月20日 - リリース2周年。メジャーアップデートが実施され、『オルタナティブガールズ2』へリニューアル。ゲームバージョンが3.0.0となる。
  - 10月28日 - 公式生放送「オルガルステーション」が放送開始。
  - 11月30日 - 水島愛梨役が「遠藤ゆりか」から「和氣あず未」にキャスト変更。
- 2019年
  - 4月15日 - リリース1000日。
  - 7月13日、7月14日 - 3周年記念イベント、『オルタナティブガールズ2 3rd Anniversary Summer Party』を開催。
  - 7月20日 - リリース3周年。ゲームバージョンが4.0.0となる。
- 2020年
  - 1月20日 - リリース3.5周年。
  - 1月25日 - 『第2回ファンミーティング（オルガル2 キャプテン委員会 Vol.1）』を開催。
  - 7月17日-7月19日 - 4周年記念イベント、『オルタナティブガールズ2 4th ANNIVERSARY 3日連続！オンラインパーティー』を開催。
  - 7月20日 - リリース4周年。ゲームバージョンが5.0.0となる。
  - 8月27日 - リリース1500日。
  - 12月13日 - 『第2回オンラインファンミーティング（オンラインファンミーティング キャプテン委員会vol.2）』を開催。
- 2021年
  - 1月20日 - リリース4.5周年。
  - 7月20日 - リリース5周年。
  - 8月11日 - 同年10月31日をもってサービス終了することを発表。
  - 10月31日 - 同日15時をもってAndApp（PC）版、韓国版のサービス終了。
- 2022年
  - 1月4日 - 同日23時59分をもってiOS、Android版のサービス終了。
  - 1月5日 - ゲームバージョンが6.0.0となり、同日15時よりオフライン版のアップデートを実施。
  - 2月14日 - 同日15時をもってオフライン版への引き継ぎ期間が終了。これをもってオフライン版へ完全移行となる[* 1]。
  - 7月20日 - 6周年。
- 2023年
  - 7月20日 - 7周年。公式Twitter（当時）が約1年4ヶ月ぶりにツイートし、7周年記念イラストの公開と7月30日に7周年の記念配信が実施。
  - 7月30日 - 7周年記念配信が実施。7周年記念グッズが発表された。
- 2024年
  - 7月20日 - 8周年。1週後に8月31日に8周年の記念生放送実施が告知され、観覧の募集を開始。
  - 8月31日 - 現地観覧有りの8周年記念生放送を実施。8周年記念グッズが発表された。
- 2025年
  - 7月20日 - 9周年。9周年記念イラストの公開、9周年記念生放送とミニイベントが決定。

## あらすじ・舞台

### あらすじ
舞台は自然豊かな海辺の町、月森町。妃十三学園（ひとみがくえん）に通う「オルタナ」と呼ばれる少女たちとともに学業や戦闘訓練を重ねつつ、町に出没する夜獣（ナイトビースト）に立ち向かう美少女RPG。プレーヤーは「キャプテン」として少女たちと共同生活を送りながら「吸血鬼事件」と呼ばれる生徒誘拐殺人事件に挑む。
- メインストーリー

第1部（各章14話構成）
| 章     | サブタイトル           | あらすじ | 追加日         |
| ------ | ---------------------- | --- | -------------- |
| 第1章  | ようこそ妃十三学園へ   | 赴任した学園では、生徒の失踪や猟奇殺人が起こっていた。オルタナ達を指揮するキャプテンとなって真相を究明しようとするが…！？                       | 初期開放       |
| 第2章  | 吸血鬼を探せ           | サボり仲間の愛梨と結衣は、吸血鬼事件と噂される怪奇殺人事件解決のヒントを得る。2人で調査を進めるうちに、オルタナ未覚醒の若菜と偶然出会い…。      | 初期開放       |
| 第3章  | 乙女たちの秘密         | こはるは、ある秘密を手にしたメロを大慌てで追っていたが、やがてオルタナ達全員を巻き込む追跡劇に発展。その裏では吸血鬼事件の黒幕が動き始める…。   | 初期開放       |
| 第4章  | リーダーの資質         | アイリスキャットのリーダー乃々は、仲間をまとめる自信を失っていた。フリージアドッグのリーダー美弥花と行動を共にし、秘訣を学ぼうとするが…。       | 初期開放       |
| 第5章  | 新たな覚醒者           | 養護教諭の安藤瑠璃子が復職し、未だ覚醒できずに悩む若菜と心を通じ合わせる。時を同じくして夜獣の大群に学園が襲われ、美弥花は絶体絶命のピンチに…！ | 2016年9月20日  |
| 第6章  | 2人の誓い              | ハピクリの罪悪感から逃げ出した若菜を探す美弥花。星空の広がる丘で、ほっけの神様に誓いを立て、友情を再確認し合う2人だったが…。                    | 2016年11月21日 |
| 第7章  | シャドウ・スフィアの謎 | 若菜の一件以来、オルタナ達はみな喪失感に苛まれている。若菜の親友であった美弥花を励まそうと詩音は奮闘するが…。また若菜は不思議な場所で目覚める。 | 2017年1月12日  |
| 第8章  | 2人の生還者            | 行方不明だったクローバーラビットの2人が突然学園へと舞い戻ってきた。彼女たちの言動に違和感を持った真知はこはると共に謎解きを始めるのだが…。      | 2017年2月16日  |
| 第9章  | 狂月の魔女             | キャプテンと共にシャドウ・スフィアへ飛ばされた桜子。さらわれたキャプテンを取り戻すため、道中で出会った姉妹と協力し、敵の総本山へと潜り込む。    | 2017年4月14日  |
| 第10章 | うさぎと月             | シャドウ・スフィアへの手がかりを探るオルタナ達。そのシャドウ・スフィアではクローバーラビットの小百合とナタリーが謎の敵・狂月の魔女と対峙する。  | 2017年6月16日  |
| 第11章 | 迷いの森               | 詩音が消えた。代理のリーダーを任されたシルビアは、姿を消していく仲間達に為す術もなく…最後の2人になった未幸と共に、深い森へと踏み入るが…。       | 2017年9月13日  |
| 第12章 | 生徒会！               | 学園に戻ってきたオルタナ達。若菜を助けるため「ある2人」を探している生徒会長の小百合。その2人に助力を求めるため、奔走することになるが…。         | 2017年11月9日  |
| 第13章 | 若菜の深層             | 若菜を救い出すためメーヤの手助けを得て、若菜本人の深層心理へと潜り込む美弥花。学園ではシャドウ・スフィアから現れる敵と戦うオルタナ達。          | 2018年1月15日  |
| 第14章 | 最後の戦い             | 美弥花の死闘は激化する――。戦いの行方は――。美弥花と若菜の運命は――。                                                                              | 2018年3月14日  |
第2部（各章7話構成）
| 章    | サブタイトル     | あらすじ | 追加日         |
| ----- | ---------------- | --- | -------------- |
| 第1章 | オルタナになゆ！ | 平穏が訪れた妃十三学園。突如、オルタナになると言い出すベルルをなだめようと乃々が奔走する！！その裏では新たな敵が暗躍し始める…。               | 2018年7月20日  |
| 第2章 | べんきょーすゆ！ | 中間テストへ向け試験勉強中のオルタナたち。それを見てベルルも勉強の真似事をしだす。そんな日常の裏ではおそろしい計画が進行していた…。           | 2018年10月15日 |
| 第3章 | さぼゆ！         | みんなから感謝されたいベルルは様々な行動をするが、すべて空回り…。そんな中、オルタナたちは不気味な植物を見つける…。                            | 2019年2月15日  |
| 第4章 | やめゆ！？       | キャプテン委員会からベルルの身柄引き渡し要求がある。オルタナたちは断固拒否するが、その事でキャプテンの立場が危うくなってしまう…。             | 2019年3月25日  |
| 第5章 | 夜華             | 夜種が開花し空を赤く染める。ガデナの魔法によって互いの姿が見えなくなってしまったオルタナ達。ひとりになった玲は月森町を守るために行動に出る…。 | 2019年5月17日  |
| 第6章 | ちぎゆ！         | オルタナのピンチを救ったベルル――。夜種から生まれた夜華――。ガデナとの戦いの行方は――。                                                          | 2019年7月14日  |
第3部（各章7話構成）
| 章    | サブタイトル   | あらすじ | 追加日         |
| ----- | -------------- | --- | -------------- |
| 第1章 | 小百合の正体   | 一時的な平穏の中、妃十三学園に誰も気づけぬ異変が訪れていた。ベルルの幼馴染、二ドルとは…！？                                                     | 2019年10月16日 |
| 第2章 | 二ドルの悪夢   | 二ドルによって夜華の暗号の1つは奪われた。2つ目の暗号を持つナタリーは二ドルの悪夢魔法に陥れられ、逃げ切れない状況に追い込まれていく…。           | 2020年1月29日  |
| 第3章 | 撫子島の宝物   | 見えない敵の存在に戸惑うオルタナ達。意気消沈する仲間を力づけるべくベルルと日奈は元気お届け隊を結成。その視線の先には沈鬱な表情の二ドルが…。     | 2020年4月17日  |
| 第4章 | ベルルの暗号   | 悪魔の断片を思い出した小百合とナタリー。千穂から怪しまれながらも、最後の暗号を奪うため二ドルは、ベルルの悪魔に入り込む。しかし行き着いた先は…。 | 2020年7月24日  |
| 第5章 | 悪夢の中の試練 | 徐々に明らかになっていく謎。交差する運命の糸。そして恋は過酷な悪夢の試練に挑む。厳しい道のりの末、恋がたどり着いたものとは…。                   | 2020年10月31日 |
| 第6章 | 最後の暗号     | 凄まじい力を誇るクック。対峙する小百合達は絶体絶命のピンチに… 着々と進む五牙の企みを止める術はあるのか…！？                                     | 2021年4月2日   |
第4部（各章7話構成）
| 章    | サブタイトル   | あらすじ | 追加日        |
| ----- | -------------- | --- | ------------- |
| 第1章 | それぞれの想い | 仲間の無事を喜び合うクローバーラビットの面々。そして睡眠状態にある女王アルト。女王への乳母の想いとバドの野望が交錯する。 | 2021年5月20日 |
| 第2章 | 女王の意思     | 最期の決戦にむけ、真の絆の力を得るため苦悩するオルタナ達。刻々と迫りくる決戦を前にオルタナ達の運命は…？                  | 2021年6月20日 |
| 第3章 | 最終決戦       | ついに迎える最終決戦。キャプテンとオルタナ、そして世界の終着点は…？                                                      | 2021年7月20日 |

### 舞台
前述の通り、月森町が舞台となっている。詳しいモデル（聖地）は公式的に明かされていないが、月森町全体は鎌倉市(上空からの写真を比較すると、全体の形状や川・神社の位置関係が一致している。)、初代キービジュアル(タイトル画面) および ルナリアのCDジャケットは鎌倉市稲村ガ崎の海岸、ゲーム内の背景「繁華街」は鎌倉市の小町通りなど、神奈川県鎌倉市付近や神奈川県を中心とした描写が多く見受けられる。ちなみに、「繁華街」の背景に描かれている鳥居の上部には「八幡宮近道」と書かれている。(小町通りの鳥居上部にも同じく「八幡宮近道」と書かれている。)

## 用語
- 月森町（）

古来よりオルタナにゆかりのある自然豊かな海沿いの町。商店街のイベントにはオルタナたちもよく参加している。周辺には動物園や遊園地といった娯楽施設が揃っており、町の沖合にある撫子島はオルタナたちの憩いの場になっている。
- 妃十三学園（）

月森町にある中高一貫の女子校。現役のオルタナやオルタナ候補生が在学している。元は妃十三家の私邸だったが学校教育に必要な増設をした。古めかしい洋館と現代構築が混在している。

- シャドウ・スフィア

夜族（ナハト）が巣食う序列のある世界。女王を頂点とし、五牙（ファングス）の元に夜爵（ナイトバロン）、夜鬼（ナイトデーモン）が存在する。その下には、角を持たぬ者たちが、夜博（ナイトドクター）、夜兵（ナイトトルーパー）、巨夜獣（ギガントビースト）、夜人（ナイトドール）や夜獣（ナイトビースト）と続いている。その所在は不明で、広陵な地平に赤い月が昇っている。行き来するためには特別な魔力が必要とされている。

## ゲームシステム
チームバトルを行い、ストーリーを進める。親密度を上げたり、好きな衣装を着せ替えたり、VRデートにも遊びに行ける。システムフォントは、主に日本語にはモリサワの「丸フォークB」や「丸フォークH」、英語や数字(主にシステム上の英語やスコアなど(一部例外あり))にはFuturaの「Demi」が使用されている。

### ホーム
ラウンジ
お気に入りの女の子が現れ、ボイス挨拶をかけて来る最初の画面。体の各箇所をタッチすると色んな反応をする。トレーニングで親密度を上げ、女の子の反応を増やすことができる。
作戦ルーム
Ver3.0.0の大型アップデートで実装。メンバーが集まる部屋に家具を設置したり、内装を変えたりなど、自由にカスタマイズすることができる。また、好みのメンバーをオペレーターとして設定し、いつでも作戦ルームでの行動や生活風景を見ることができる。2019年8月31日より「ルーム2」が解放された。

### クエスト
3Dコマンドで夜獣と戦い、ストーリーを進める。クエストには「メインクエスト」、「イベントクエスト」、「スペシャルクエスト」、「バーチャルタワー・バーチャルコロシアム」、「天月の試練」、「暁の聖域・邂逅クエスト」6つがある。
メインクエスト
オルタナたちが織り成すメインストーリーを進めることができる。2018年3月に第1部、2019年7月に第2部、2021年4月に第3部、2021年7月より第4部が完結し、第4部をもってメインストーリー自体が完結している。詳しいあらすじは該当項目を参照。
イベントクエスト
期間限定の特別なクエストをプレイすることができる。5つのタイプのイベントが開催されていた。
開催されたイベント
- ストーリーイベント

2016年8月より開始。基本的に上旬に開催されるイベント。専用のストーリーや強敵とのバトルが楽しめる。MAPイベント追加後は交互(隔月・奇数月)に開催されている。コラボイベントはこの枠で開催される場合が多い。
- MAPイベント

2018年9月より開始。基本的に上旬に開催されるイベントで、2ヶ月に1回開催されている(偶数月)。ただし、2020年6月はコラボイベントとなったため、通常のストーリーイベント形式で開催された。専用のストーリーや強敵とのバトルが楽しめる。ストーリーイベントと異なる点は、グループ編成をしてバトルに挑む。
- 襲来イベント

基本的に毎月中旬に開催されるイベント。「べルル襲来」(2016年8月～2017年1月)、「メーヤ襲来」(2017年2月～2017年9月)、「熱血！ダリア先生！」（2017年10月～2018年6月）、「艶やか♡リリー先生」（2018年7月～2019年4月）、「豪快！牡丹先生」（2019年5月～2020年5月）、「先生といっしょ」（2020年6月～2021年6月）が開催され、それぞれ専用のストーリーやバトルが楽しめる。
- 巨夜獣イベント

2016年11月より開始。基本的に毎月下旬に開催されるイベント。巨夜獣とのバトルが楽しめる。現在は「巨夜獣大討伐～封鳥獣編～」 「巨夜獣大討伐～封亀獣編～」 「巨夜獣大討伐～封竜獣編～」 「巨夜獣大討伐～封虎獣編～」の4つが開催されている。まれに「機械亀大討伐」が開催される。ストーリーは2018年4月分までで終了しており、2018年5月以降はストーリーなし。また、プレイアブルイベントや周年を記念したイベント、紅白戦などが開催される場合は休止となる。
- 選抜！わちゃわちゃ紅白戦

2019年10月より開始。紅チームと白チームを選択してチームに分かれ、バトルが楽しめる。このイベントでは手持ちのメンバーを使用することができず、紅白戦専用メンバーを使用して戦う。初回2019年10月は中旬に開催されていた。2019年11月以降は下旬枠に開催予定となっていたが、ユーザーアンケートの結果をもとに運営事務局内で協議を行った結果、11月末の開催は見送り12月末に開催予定となっていた。しかし、さらなる調整のため2020年2月下旬に再度変更され開催された。また、開催頻度については不定期での開催となっている。
- 夜獣討伐隊

2016年9月、10月の2回のみ開催されたイベント。「夜獣討伐隊～ゴースト編～」「夜獣討伐隊～ファントム編～」が開催された。形式としてはストーリーイベントと同じ形式だったが、敵が回避率アップを使ってくるなど命中率が重視される要素があった(ゴースト編のみ)。
スペシャルクエスト
限界突破素材やルナなどが獲得できる曜日クエストや、過去のイベントをプレイすることができるリバイバルクエスト、鍵を使ったゲートクエスト、その他の時限のクエストをプレイすることができる。
バーチャルタワー・バーチャルコロシアム
バーチャルタワー
高難易度のチャレンジクエスト。「バーチャルタワー」 「バーチャルタワーTypeG」 「バーチャルタワーTypeD」の3種あり、2019年5月現在10フロア挑戦することができる。各フロアをクリアすると報酬が貰える。また、合計スコアで全体ランキング・所属リーグの順位によって報酬が貰える。
- バーチャルタワー

2016年8月より開始。ゲーム内では■青色で表示される。メンバーの合計行動回数(ターン数)が少ない、最終BATTLE(WAVE)に出現するBOSSに与えた最高ダメージが高いほど、高いスコアを獲得する事ができる。
- バーチャルタワーTypeG

2017年2月より開始。ゲーム内では■赤色で表示される。各フロアでのバトルに出現する敵に与えたダメージの合計を、スコアとして獲得することができる。行動回数(ターン数)はスコアに影響しない。巨夜獣に一定ダメージを与えるとダウンし「ダウンターン」となり、防御が下がり大ダメージを与えることができる。ダウン後一定ターン数が経過すると敵が復活する。
第38回(2020年4月30日～)を最後に長らく開催されていなかったが、2020年7月20日より再開。
- バーチャルタワーTypeD

2019年7月より開始。ゲーム内では■黄色で表示される。TypeDではステージ毎にディフェンスPtが設定されており、メンバーがダメージを受ける毎に減少する。ディフェンスPtを多く残し、クリア時のメンバー合計残HP、最終BATTLE(WAVE)に出現するBOSSに与えた最高ダメージが高いほど、高いスコアを獲得する事ができる。
バーチャルコロシアム
高難易度のチャレンジクエスト。「バーチャルコロシアム」 「バーチャルコロシアムTypeG」 「バーチャルコロシアムTypeD」の3種あり、3フロア挑戦することができる。基本的なバトルのルールは各3種のタワーと同じだが、リーグはなく直前に開催されているタワーの全体ランキングの順位によって所属コロシアムが決まる。さらにそこから、ユニオンというグループに振り分けられる。また、コロシアムが月1回の開催となったため、タワーは開催されてもコロシアム対象外(非開催)となる場合がある。直前に開催されているタワーのスコアが0の場合は、強制的にフリーコロシアムの配属となる。
- バーチャルコロシアム

2019年5月より開始。ゲーム内では■青色で表示される。
- バーチャルコロシアムTypeG

2019年5月より開始。ゲーム内では■赤色で表示される。
- バーチャルコロシアムTypeD

2019年7月より開始。ゲーム内では■黄色で表示される。
ビギナータワー
2018年7月20日以降にゲームを始めたプレイヤーのみ挑戦可能なタワー。ゲーム内では■緑色で表示される。「ビギナータワー」の全階層のサブクエストをクリアすることで「バーチャルタワー」へ挑戦することができる。フロア数は10階となっている。
天月の試練
様々な試練を乗り越え、最強の戦闘服「天月戦衣」をまとった☆4メンバーの獲得を目指す。複数のメンバーの試練を同時に進めることも可能。試練クリアには専用の素材「月の秘宝」を集める必要がある。
暁の聖域・邂逅クエスト
グループ編成をして挑戦し、特定キャラのパラメータや特性、スキルを強化できる才能開花に必要なアイテムを獲得することができる。邂逅クエストは常時開催されており、特定のイベント☆3キャラを☆4にするのに必要なアイテムを獲得することができる。邂逅クエストは、「Hard」 「Very Hard」 「Extreme」の3つの難易度がある。

### 特訓場
第1特訓場
他のプレイヤーのチームと戦うことができる。戦いに勝つと特訓場ガチャで使用するシルバーメダルやゴールドメダルを獲得することができる。また、3回勝利するとライバルチームが5分間出現し、勝つと通常より多くの報酬が獲得できる。
第2特訓場
無属性の敵（汎用巨夜獣型訓練兵器(ギガントノイド)）と対戦することができる。弱点属性はないが、特性(有効武器種・有効状態異常・有効耐性)が設定されている。特性は毎週月曜日の12時に更新される。スコアでランキングの順位が決まり、順位によって報酬(プラチナバッジ等)がもらえる。
特訓場ガチャ
シルバーメダルまたはゴールドメダルを消費して、チャームシールなどの特別なアイテムを獲得することができる。

### 妃十三グランプリ
2020年5月1日より実装。オルタナ同士で着替えを駆使して戦う特訓となっており、他のプレイヤーとスコアを競い合い上位を目指すコンテンツ。
- 開催ルール

「妃十三グランプリ」には「シーズン戦」があり、「シーズン戦」は約3ヶ月ごとの期間で開催され、約10日ごとの区切りであるピリオドで構成されている。シーズンごとに活躍するタイプやスキルが変わるシーズンのルールがある。
- バトル

「妃十三グランプリ」では、グランプリ専用のメンバーのみを編成することでバトルに参加することができる。グランプリメンバーには、バトルに参加することができる「バトルメンバー」と、バトルをサポートする「アシストメンバー」の2つが存在する。
- シーズン戦

「シーズン戦」は約3ヶ月の期間で開催され、約10日ごとにピリオドという区切りがあり、ピリオド終了後は集計期間となり、次のピリオドが開催される翌日15:00まで「シーズン戦」でバトルを行うことができない。（編成や報酬等を設定、確認することはできる）
挑戦可能回数は挑戦回数は1日3回までとなり、最大9回まで蓄積でき、毎月1日の4:00にスコアと挑戦回数がリセットされる。（挑戦可能回数回復時間は、毎日0:00）
訓練生
訓練生はプレイヤーではなくNPCの編成となる。対戦相手選択画面にて「Level0」となっている。訓練生とのバトルで変動するスコアは同じランキングのプレイヤーとバトルした時のものと同じになる。
- 代表戦

「代表戦」は各月の「妃十三グランプリ ピリオド3」終了時の上位100位以内に入ることで出場することができる。
「代表戦」に参加しないプレイヤーも「代表戦」のランキングを確認することができ、自分が所属するグループに「応援」でエールを送ることができる。（「代表戦」開催中も「妃十三グランプリ」は開催され、「代表戦」に選ばれたメンバーも「妃十三グランプリ」に参加できる。）
応援
「応援」は「代表戦」に参加しないプレイヤーが、自分が所属しているグループに対してスタンプを送ることができる機能。1日1回（回数は0時リセット）することができ、「代表戦」に参加しないプレイヤーも「応援」することで報酬を獲得することができる。
「応援」をすることで「エール数」が蓄積され、「エール数」に応じて獲得できる「グループエースランキング報酬」のグレードが上がる。「エール数」の数に応じて「代表戦」出場プレイヤーのマッチング画面で応援スタンプが表示される。
グランプリアンケート内容（オルステ第19回で紹介された内容）
|   | アンケート内容               | 回答 |
| - | ---------------------------- | --- |
| ① | 編成を試したい               | 様々な編成を試せるように、BPや挑戦回数を消費せず、自分のランキングにあった相手と対戦が可能になる「模擬戦」が実装された。 |
| ② | バトルのテンポが良くない     | 着替え後の演出もオプションでオフにできるように対応予定。 |
| ③ | メンバーの所持枠が足りない   | サーバー負荷などの問題があったため控え室追加で対応していたが、現状のメンバーが増えすぎているので、時間はかかってしまうが所持枠の上限追加を検討予定。 2020年7月20日より、クオーツを消費して拡張できるメンバー所持枠が100枠追加され、最大700枠となった。 |
| ④ | スキルが複雑でわかりにくい   | オルステで紹介コーナーを実施予定。 |
| ⑤ | スキルのバランスが…          | 現状、他と比べて強すぎるスキルがあるため調整予定。 |
| ⑥ | BPの上限を増やしてほしい     | ver5.1.0のアップデートで、BP上限が3から5に変更された。 |
| ⑦ | アルバムを見やすくしてほしい | 一部ソートに対応していない部分があるので、衣装関連のソート機能の追加を検討予定。 |
| ⑧ | 素材が足りない               | 育成の楽しさを担保しつつ、状況に応じて調整検討予定。 |
| ⑨ | 防衛報酬が獲得しづらい       | 2020年8月31日から防衛報酬の獲得制限を、1日1回からピリオド毎10回に変更された。 |

### メンバー
「チーム編成」、「グループ編成」、「パワーアップ・限界突破」、「才能開花」、「お別れ・控え室」、「チャームシール」、「グランプリメンバー管理」、「アルバム」の8つがある。
チーム編成
バトルに連れていくチームを編成できる。チームは10枠まで編成でき、編成セットにはチーム編成で編成したチームを保存することができる。
グループ編成
MAP型のステージでバトルに連れていくグループを編成できる。グループは6枠まで編成することができる。
パワーアップ・限界突破
パワーアップは、パワークッキーや他のメンバー等を選択しメンバーのレベルを上げることができる。限界突破は、結晶などのアイテムでメンバーのレベル上限やパラメータが上昇する。一部のメンバーは特性が解放される。
才能開花
対象になっているメンバーの条件を満たすことで才能盤を解放することができる。解放した才能盤は、主に「暁の聖域」で獲得できる素材を使用することで、パラメータや特性の強化や追加、スキルの変更などを行うことができる。
お別れ・控え室
お別れは、メンバーとお別れすることで、ルナまたはオルタナコインを獲得することができる。（☆1メンバーはオルタナコインに変えることができない。）
控え室は、メンバー所持枠とは別になっており、メンバーを待機させたり控え室から呼び出したりすることができる。
チャームシール
メンバーに装備させると、パラメータが上昇するアイテム。体力・攻撃・防御の3種類がある。ここでは所持チャームシール一覧を見ることができる。ルナを使ってシールを強化したり、シールボックスに保管させることができる。
グランプリメンバー管理
妃十三グランプリで使用できるメンバーを確認することができる。
- グランプリチーム編成

グランプリで戦うメンバーを編成することができる。
- 衣装盤

グランプリで獲得できる素材を使って、パラメータの強化や特性の追加、グランプリ専用スキルの解放などを行うことができる。
アルバム
今までに出会ったことがあるメンバーを確認することができる。

### 交流
リリース時からはメンバーを選択するフォームだったが、Ver2.0.0の大型アップデートのリーフォームにて妃十三学園の地図を模したものになっており、様々な機能が集まっている。
着替え
女の子の着せ替えができる。着せ替えた衣装はホームなどで反映される。女の子のプロフィールやメンバーストーリー（一部VR対応）を見ることもできる。
バトル着替え
ver5.4.0より実装。バトル時(クエスト)の衣装の着せ替えができる。着せ替えた衣装はバトル時(クエスト)のみ反映される。（ただし、強制的に編成メンバーの衣装が適用される「妃十三グランプリ」など、一部のコンテンツには反映されない。）
ストーリー
過去に体験したことのある「メインストーリー」、「メンバーストーリー」、「イベントストーリー」、「天月の試練」のメンバー毎のストーリーを見ることができる。また、Ver4.3.0のアップデートより過去の「シーズナルストーリー」がいつでも見られるようになった。
撮影
メンバーの写真を撮ることができる。以下の5種類がある。
- お手軽モード

2Dの背景やARカメラで現実のカメラ画像を背景にメンバーの写真を手軽に撮ることができるモード。
- 本格モード

ver5.5.0のアップデートより登場。現実の風景でメンバーの写真を撮ることができるモード。衣装に応じて3種類のポーズを選択することができる。
なおお手軽モードと本格モードは、「AR撮影モード」としてまとめられている。
- スキル撮影モード

所持しているメンバーのスキルの演出を写真に撮ることができるモード。
- こだわりモード

3Dの背景でバックに好きな場所に移動してメンバーの写真を手軽に撮ることができるモード。
- グループ撮影モード

ver5.3.0のアップデートより登場。メンバー2～3人との撮影を楽しむことができるモード。所持している撮影ポーズを使用してメンバーにポーズをとってもらうことができる。
思い出ポーズ
一部の☆4メンバーを獲得することで使用できる特別なポーズ。思い出ポーズはVRで楽しむことができ、撮影の「こだわりモード」から写真を撮ることができる。
仲良し
対象のペアの仲良しコンテンツを見ることができる。仲良し度Lvを上げることで、仲良しストーリーや仲良し衣装、仲良しのペアを撮影することができる仲良し撮影、仲良しのペアがラウンジに登場する仲良しホームなどを解放することができる。
リゾート
西園寺グループが作った新しい一大リゾート島「サンシャインリゾート」に行くことができる。現在は「VR水鉄砲」「オルケア」「ブートキャンプ」を遊ぶことができる。
- VR水鉄砲

該当項目を参照。
- オルケア

オルタナをマッサージすることができるコンテンツ。特訓で疲れたメンバーをマッサージで癒やして、絆を深めることができる。マッサージには制限時間があり、制限時間内にメンバーをマッサージする。マッサージを行う速さに応じて、メンバーのリアクションが変化し、より気持ちいいマッサージをしてあげることで、メンバーのまわりにハートが出現したり、背景が変化するなど色々なリアクションを楽しむことができる。マッサージできる部位は「手のひら」「太もも」「背中」「デコルテ」の4つ。また、マッサージを行うことで、メンバーとの「絆pt」を獲得することができる。絆ptを集めることで「絆Lv」が上昇し、報酬を獲得することができる。
- ブートキャンプ

サンシャインリゾートでメンバーと一緒にトレーニングができるコンテンツ。2020年4月1日に1日限定のエイプリルフールコンテンツ「オルタナブートキャンプ」として登場したものが、2020年7月20日より正式に実装。エイプリルフールに選択できた「ホッケダンス」「スクワット」「プッシュアップ」の3種に加え、新たに「桜子ダンス」「シットアップ」の2種を加えた全5種の中からトレーニングを選び、選択したメンバーとランダムで2人のメンバーの計3人のオルタナたちと一緒にトレーニングすることができる。（ただし、プッシュアップとシットアップでは、千穂とナタリーは立ったままでトレーニングをしない）トレーニングの消費カロリーの合計に応じて称号を獲得することができる。また、正式実装から一部衣装(一部の水着やトレーニングウェアなど)への着替えや、BGM選択が可能となっている。また、その他のVRコンテンツ（VRラウンジ・VR温泉・VRライブ・VR着替え）もこの交流から遊ぶことができる。

### ガチャ
アイテム「クオーツ」を使ってガチャを引ける。新しい女の子や衣装をゲットできる。一部の洋服には限定ストーリーやスキルが付いている。3周年以降複数バフなどが多くなり、特に限定ガチャでは性能が段違いなものが多くなっている。
シリーズガチャ
通常のガチャの他に「シリーズガチャ」がある。このシリーズガチャは通常のガチャと違い、短期間で開催されていた。
- 戦場の花 ヴァルキリーシリーズガチャ
- アナザーカラーシリーズガチャ
- 復刻シリーズガチャ
- バーストシリーズガチャ
- ゴッドシリーズガチャ
- フェニックスシリーズガチャ 飛翔！燃えよ恋乙女
- 天（あまた）を照らす乙女の祈りガチャ 天照祭

オルガルフェスガチャ
2020年1月31日より登場。オルステや第2回ファンミーティングで進捗が紹介された「星座モチーフ」のメンバーが登場している。
キュンとするデートシリーズガチャ
2021年4月30日より登場。オルタナの私服衣装のシリーズガチャ。各メンバーのデート衣装とシナリオを楽しむことができる。「オルガルフェスガチャ」と同じ形式で開催されている。
キャンペーンガチャ
キャンペーン開催時に開催されるガチャ。
- ストックガチャ
- 引き放題ガチャ

### ショップ
様々なアイテムを購入することができる。以前は「クオーツ購入」「スタミナ回復」「BP回復」「在籍メンバー枠拡張」「プレミアムギフト購入」の5つだったが、2018年12月末のアップデートより『ダリアのパンドラショップ』として現在の形にリニューアルされた。
特別パック
『期間限定』『継続パック』『衣装パック』の3種類があり、『期間限定』は定期的に「お得パック」が販売されている。『継続パック』は「メロのプレミアムギフト」が販売されている。『衣装パック』はVR水鉄砲で着せることができる「濡れ透け衣装」や、衣装コラボやコラボ衣装販売を実施している際は「コラボ衣装」が販売されている。
強化パック
『毎日更新パック』『毎週更新パック』『毎月更新パック』があり、『毎日更新パック』では、1日1回限定の「デイリーボーナスガチャ」(アイテムガチャ)や、日替わりのお得アイテムをルナを消費し購入することができる。『毎週更新パック』『毎月更新パック』は、様々なアイテムが有償クオーツとセットになったパックが販売されている。
スタミナ回復
クオーツを使ってスタミナを回復することができる。
BP回復
クオーツを使ってBPを回復することができる。
メンバー枠拡張
クオーツを使ってメンバー枠を拡張することができる。この際、メンバー控え室もセットで拡張される。

### 交換所
様々なアイテムと交換することができる。
イベント・リバイバル交換所
各種イベント・リバイバルクエストで獲得したアイテムを限定アイテム等と交換することができる。
オルタナコイン交換所
メンバーとお別れすることで獲得できる「オルタナコイン」を使って、スキルクッキー等のアイテムと交換することができる。
グランプリ・バッジ交換所
グランプリ交換所は「妃十三グランプリ」で獲得できるアイテムを使って、妃十三グランプリの衣装盤で使用するアイテムなどと交換することができる。バッジ交換所は第2特訓場のRATING報酬等で獲得できる「プラチナバッジ」および「ダイヤバッジ」を使って、天月の試練で必要な月の秘宝等のアイテムと交換することができる。
スペシャル交換所
「チケット」や「コイン(ロイヤルコイン等)」を使って、メンバーやアイテムと交換することができる。
天月の試練交換所
「月の秘宝」を使って、他の月の秘宝と交換することができる。
暁の聖域交換所
「暁のチケット」や「暁のSPチケット」等を使って、聖域の鍵や各属性のハイクリスタル等と交換することができる。
タワー・コロシアム交換所
「タワーチケット」を使って、バーチャルタワー衣装やスキルクッキー等のアイテム、「コロシアムチケット」を使って、闇の戦乙女(アナザーヴァルキリー)のメンバーや特別な家具等のアイテムと交換することができる。
パートナーpt交換所
作戦ルームでオルタナたちのお願いを達成することで獲得できる「パートナーpt」を使って、撮影で使えるポーズ等と交換することができる。

### 目覚まし
お気に入りのメンバーに起こしてもらうことができる機能。ボイスを最大3つまでセットでき、設定した時刻になるとプッシュ通知としてボイスが数回再生される。ボイスはガチャの☆3・☆4メンバーを手に入れることで新しいボイスを獲得することができる。(イベントメンバー等の一部のメンバーを除く)

### 思い出ポーズ
2020年8月31日以降に新登場する☆4メンバーの必殺技演出を、メンバーごとに固有の演出に変更した代替として、ユーザーアンケートで多く支持されているコンテンツである「写真撮影機能」と「VRコンテンツ」を拡充するために、同日より実装されているもの。
一部の☆4メンバーを獲得することで使用できる特別なポーズ。思い出ポーズはVRや、こだわりモードから写真を撮ることができる。なお、一部シリーズメンバーの☆4（ゴッド・フェニックス・天照など）は必殺技演出の変更はされていない。

## VRモード
本作の多くのところは「VRモード」に対応しており、市販のVRゴーグルを装着することでそこにいるかのような没入感を味わうことができる。「交流」セクションではVRストーリー以外に、VRライブ、VR温泉、VR着替え、VR水鉄砲などが搭載されている。VRモードは「みるボックス」のほかスマートフォン対応の2眼式のVRゴーグルが使用可能である。VRゴーグルを持っていない場合は、ジャイロモードやスワイプモード(VR水鉄砲を除く)で楽しむことができる。
2016年5月、徳島市で開催されたマチ★アソビ vol.16でプロモーション・ビデオの公開とVRモードの体験会が行われた。7月には配信と前後して東京・秋葉原で「キャプテンと2人っきりの週末♥」と題してVRモードの体験会を開催し、参加者にVRゴーグルを配布した。8月にはコミックマーケット90でVR体験会とVRゴーグル配布を開催、以後仙台市・大阪市（日本橋）・名古屋市・静岡市（あさひテレビ祭り）でも開催。9月の「東京ゲームショウ 2016」にも出展、VRが注目される中、スマートフォン向けの注目タイトルとして日経トレンディで紹介された。
VRラウンジ
2016年8月24日より実装。お気に入りに設定したメンバーがラウンジ内で過ごしている様子を見ることができる機能。メンバーを一定時間見つめると反応してくれる。
VR温泉
2016年11月4日より実装。オルタナ達が温泉でくつろいでいる様子を見ることができる機能。天月の試練を進めることで見ることができる。また、「交流」からはお気に入りに設定したメンバーが温泉に入っている様子を見ることができる。
VRライブ
2017年3月1日より実装。オルタナ達がキャラクターソングを歌っている姿をカラオケボックス内で楽しむことができる機能。最近はカラオケボックスから飛び出した演出が多い。真知のVRライブ「月下の軌跡」以降、メロとリロ(耳だけ見えている状態)がVRライブ内に隠れている。
VR着替え
2018年4月1日のエイプリルフールコンテンツ「VR生着替え」で1日限定で登場、その後2018年6月30日より正式に実装。オルタナ達が着替えている様子を見ることができる機能。オルタナ達の首筋辺りを見ると近づくことができる。近づきすぎるとオルタナ達に怒られてしまう。
VR水鉄砲
2019年7月20日より実装。繰り返し遊べるミニゲーム型のVR機能。迫りくるコンガリー(紫外線が実体化した敵)から水鉄砲を使って、オルタナ達を時間内に守り抜くことが目的。条件を満たすとコンガリ―が登場しない「ごほうびモード」が開放され、オルタナたちを眺めたり、水をかけたり日焼けさせたりすることができる。
2019年8月末のアップデートVer4.1.0より「ビギナーモード」および「写真撮影機能」を追加。「ビギナーモード」では最初から水鉄砲を打つスピードが最大で、コンガリーがオルタナに当たっても体力の減りが少なくなっており、ごほうびモードを解放しやすくなっている。（ただし、スコア上限が設けられているため、ハイスコアを狙う場合は通常の「スタンダードモード」をプレイする必要がある。）「写真撮影機能」は、ごほうびモードでオルタナ達を撮影することができる。また、2020年1月20日より新たなごほうびモード「フライングメロ」が追加され、この追加にともない新たな濡れ透け衣装「濡れ透け体操服」の追加された。
VR添い寝
2020年7月20日より実装。オルタナとの絆Lvをあげることで解放することができるVRコンテンツであり、オルタナと1対1で添い寝する「あの子と添い寝」と、2人のオルタナに挟まれた状態で添い寝する「挟まれ添い寝」の2種類がある。

## 登場人物

### オルタナ
特定のキャラクターが強いということはなく、属性による相性で強さは変化する。
「フリージアドッグ」「アイリスキャット」「クローバーラビット」の3つの部隊があるが、クエスト時のチーム編成には特に制限はなく任意の組み合わせが可能。
なお、星座の中で山羊座のオルタナは存在していない。

#### フリージアドッグ
オルタナで構成された部隊の第一部隊。押しの強いメンバーたちをリーダーの美弥花が前向きパワーでまとめ上げる。オルタナ覚醒中はイヌの耳と尻尾が生える。
悠木 美弥花（ゆうき みやか）
声 - 竹達彩奈
誕生日：5月20日 / 身長：157cm / 体重：44kg / 星座：牡牛座 / 血液型：O型 / スリーサイズ：B81・W57・H82 / 所属部活・委員会：剣道部 / 使用武器：ソード / 耳形：柴犬
フリージアドッグのリーダー。好物はほっけで「ほっけダンス」なる特技を持つ。基本的に明るい性格であるが、オルタナの力への不安を漏らすこともある。
剣道部所属。また、絵の才能はかなりのものがあり2017年11月10日より行われたイベント「熱血ダリア先生！～お絵かきの試験～」にてその才能は露見された。
ほっけとお花が好きで、魚のぎょろっとした目が嫌い。趣味は漫画や雑誌を読むことで、特技はほっけダンス（上記載）と剣道。
有村 詩音（ありむら しおん）
声 - 茅野愛衣
誕生日：12月3日 / 身長：163cm / 体重：48kg / 星座：射手座 / 血液型：A型 / スリーサイズ：B91・W60・H88 / 所属部活・委員会：生徒会副会長 / 使用武器：ランス / 耳形：ゴールデンレトリバー
まじめで面倒見のよい人物で、オルタナたちのお姉ちゃん的存在。変なものが好きで、肉まん豚というキャラが特に好き。美弥花曰く「絶対微妙」。
和菓子とブサカワ系が好きで、だらしないことが嫌い。趣味は細かい作業で、特技はお掃除と洗濯。オルタナの中では最もバストサイズが大きい。
真野 桜子（まの さくらこ）
声 - 大久保瑠美
誕生日：3月27日 / 身長：148cm / 体重：40kg / 星座：牡羊座 / 血液型：O型 / スリーサイズ：B77・W55・H80 / 所属部活・委員会：アイドル研究会 / 使用武器：ハンマー / 耳形：チワワ
アイドルを夢見る少女で、アイドル研究会の部長。決め台詞は「キュピーン☆」。
アイドルが好きで、虫と暗いところが嫌い。趣味はカラオケと自撮りで、特技は衣装作り。
橘 直美（たちばな なおみ）
声 - 大空直美
誕生日：7月10日 / 身長：158cm / 体重：43kg / 星座：蟹座 / 血液型：B型 / スリーサイズ：B73・W56・H74 / 所属部活・委員会：陸上部 / 使用武器：ショーテル / 耳形：秋田犬
大阪出身の少女で関西弁で話す。陸上部に所属し、明るく元気なムードメーカー。和美と信二という妹と弟がいる。
桃とF1が好きで、カエルと辛い食べ物が嫌い。趣味はストレッチで、特技は走ること。
織宮 結衣（おりみや ゆい）
声 - 佳村はるか
誕生日：2月25日 / 身長：152cm / 体重：41kg / 星座：魚座 / 血液型：B型 / スリーサイズ：B80・W56・H81 / 所属部活・委員会：図書委員 / 使用武器：サテライト / 耳形：シーズー
おとなしい読書家の少女で、図書委員を務める。桜子と仲が良い。不思議系だがしっかりした側面もある。
クラブパンと小鳥が好きで、身体を動かすことが嫌い。趣味は読書と睡眠で、特技はリズム感覚。
天堂 真知（てんどう まち）
声 - 安済知佳
誕生日：10月13日 / 身長：166cm / 体重：48kg / 星座：天秤座 / 血液型：AB型 / スリーサイズ：B84・W59・H87 / 所属部活・委員会：茶道部 / 使用武器：ガン / 耳形：ドーベルマン
古武術の名家の出の令嬢で、一人でいることを好む。実はツンデレであり、徐々にキャプテンや他のオルタナに心を開いていく。茶道部に所属しており、部長を務める。
特訓とかわいいものが好きで、怖いものと不健康食品が嫌い。趣味は茶道で、特技は武道系全般。

#### アイリスキャット
オルタナで構成された部隊の第二部隊。一見マイペースに見えてときに奇跡的なチームワークを発揮する。オルタナ覚醒中はネコの耳と尻尾が生える。
朝比奈 乃々（あさひな のの）
声 - 伊藤美来
誕生日：4月18日 / 身長：159cm / 体重：46kg / 星座：牡羊座 / 血液型：A型 / スリーサイズ：B83・W58・H85 / 所属部活・委員会：写真部 / 使用武器：ソード / 耳形：アメリカンショートヘア
アイリスキャットのリーダー。皆が仲良くいられるように心がけ、ティーパーティーを定期的に開いている。数学が苦手。
ミルクティーと平和が好きで、数学が嫌い。趣味はティーカップ集めで、特技は事務作業と新体操。
水島 愛梨（みずしま あいり）
声 - 遠藤ゆりか→和氣あず未（2018年11月30日より担当）
誕生日：8月5日 / 身長：157cm / 体重：45kg / 星座：獅子座 / 血液型：O型 / スリーサイズ：B82・W57・H86 / 所属部活・委員会：野球部・サッカー部 / 使用武器：ランス / 耳形：ベンガル
ギャル系の少女で、金髪のサイドテールが特徴。サッカー部と野球部に所属してるが、サッカー部は幽霊部員となっている。一人の兄がいる。
ファッションと焼き肉が好きで、門限が嫌い。趣味はネイルで、特技はサッカーと習字。
広瀬 こはる（ひろせ こはる）
声 - 橋本ちなみ
誕生日：11月7日 / 身長：156cm / 体重：54kg / 星座：蠍座 / 血液型：O型 / スリーサイズ：B88・W64・H89 / 所属部活・委員会：料理部 / 使用武器：ハンマー / 耳形：スコティッシュフォールド
いわゆるマシュマロ女子であり、シュークリームが大好物。おっとりとした性格。広いところや人が多いところが苦手で、趣味は「狭いところに挟まること」。お菓子を焼くことが好き。複数の弟がいる。
シュークリームと子供が好きで、急ぐことが嫌い。趣味は狭いところに挟まることで、特技はお菓子作りと編み物。オルタナの中では最重量。
柊 つむぎ（ひいらぎ つむぎ）
声 - 上坂すみれ
誕生日：1月23日 / 身長：145cm / 体重：37kg / 星座：水瓶座 / 血液型：A型 / スリーサイズ：B70・W54・H69 / 所属部活・委員会：帰宅部 / 使用武器：ショーテル / 耳形：シャム
猫のような言動を特徴とする少女。オルタナの中で唯一、キャプテンを「お兄ちゃん」と呼ぶ。甘えん坊でひなたぼっこが好き。
猫と動いてるものが好きで、怒られることと雨の日が嫌い。趣味はひなたぼっこで、特技は忍び寄る。オルタナの中では最もバストサイズが小さく、最も身長が低く、最軽量。
西園寺 玲（さいおんじ れい）
声 - 木戸衣吹
誕生日：6月19日 / 身長：151cm / 体重：42kg / 星座：双子座 / 血液型：B型 / スリーサイズ：B85・W57・H83 / 所属部活・委員会：テニス部 / 使用武器：サテライト / 耳形：ペルシャ
西園寺家の令嬢。才色兼備ながらもプライドが高い。子供っぽいところがあるが、子供扱いされることを嫌がる。テニスが得意。
実家の財力を使って学園内設備関与に多々にあり、主にバーチャルタワーと第2特訓場など、多くの施設設置に関与している。
数学と音楽が好きで、毛虫と子供扱いされるのが嫌い。趣味はTV鑑賞で、特技はチェス。
シルビア＝リヒター
声 - 渕上舞
誕生日：9月15日 / 身長：160cm / 体重：47kg / 星座：乙女座 / 血液型：A型 / スリーサイズ：B84・W57・H88 / 所属部活・委員会：弓道部 / 使用武器：ガン / 耳形：ラパーマ
ドイツからの留学生。クールに見えるが、頑固なところや心に秘めた思いがある。パトリシアという妹がいる。
ライ麦パンと空が好きで、時間を守らないことと人参が嫌い。趣味はクラシック音楽で、特技は狙い撃ち。

#### クローバーラビット
オルタナで構成された部隊の第三部隊。リーダー吉良小百合を筆頭に型破りなメンバー揃いだが、結成はどのチームよりも早く最もオルタナ歴が長い。オルタナ覚醒中はウサギの耳と尻尾が生える。
2017年2月16日に我妻恋、桃井日奈、同年4月15日に鬼束千穂、臼井未幸、同年6月16日に吉良小百合、中田ナタリーが追加された。
吉良 小百合（きら さゆり）
声 - 本渡楓
誕生日：3月4日 / 身長：160cm / 体重：46kg / 星座：魚座 / 血液型：A型 / スリーサイズ：B87・W57・H84 / 所属部活・委員会：生徒会長 / 使用武器：ソード / 耳形：ライオンラビット
妃十三学園の生徒会長で、クローバーラビットのリーダー。歴史好きで、大河ドラマ鑑賞が趣味。容姿端麗だが、私服のセンスに難あり。キャプテンにはつい強気になってしまうツンデレ。
青春を感じることと歴史が好きで、甘いものが嫌い。趣味は大河ドラマ鑑賞で、特技はお手玉。
我妻 恋（あがつま れん）
声 - 長妻樹里
誕生日：7月25日 / 身長：161cm / 体重：47kg / 星座：獅子座 / 血液型：B型 / スリーサイズ：B84・W59・H85 / 所属部活・委員会：園芸部 / 使用武器：ランス / 耳形：アンゴラ
北海道から来た自由奔放な性格の少女。結婚願望が強く、キャプテンの事を「ダーリン」と呼んでいる。乗馬が得意。園芸部所属。
馬と大自然が好きで、ひとりぼっちが嫌い。趣味は乗馬と園芸で、特技はロデオ。
桃井 日奈（ももい ひな）
声 - 花守ゆみり
誕生日：11月16日 / 身長：149cm / 体重：41kg / 星座：蠍座 / 血液型：O型 / スリーサイズ：B87・W56・H82 / 所属部活・委員会：生徒会書記、釣り部 / 使用武器：ハンマー / 耳形：ネザーランドドワーフ
小さいお下げ髪の少女で、一人称は「ボク」。節約家であるとともににサバイバル知識も高く、食用または薬用の野草やキノコを見分けられる程、知識が豊富。釣り部所属。
うさぎと釣りが好きで、空腹が嫌い。趣味は節約で、特技はそろばん。
鬼束 千穂（おにつか ちほ）
声 - 高野麻里佳
誕生日：8月24日 / 身長：155cm / 体重：44kg / 星座：乙女座 / 血液型：B型 / スリーサイズ：B80・W56・H80 / 所属部活・委員会：生物研究部 / 使用武器：ショーテル / 耳形：チェッカードジャイアント
未幸の妹。ドS。
りんごと生物学が好きで、偽善者が嫌い。誰からも好かれているキャプテンを調教しようとする。趣味はスイカ割りで、特技は料理。
臼井 未幸（うすい みゆき）
声 - 長縄まりあ
生日：12月15日 / 身長：163cm / 体重：45kg / 星座：射手座 / 血液型：A型 / スリーサイズ：B75・W53・H79 / 所属部活・委員会：バスケットボール部 / 使用武器：サテライト / 耳形：ホッキョクウサギ
千穂の姉。ドM。体調が悪い程度が普通になっており、体力が付くものを食べると調子が悪くなってしまう。不運の持ち主。
オコジョと運動が好きで、油っぽいものが嫌い。趣味は献血で、特技は霊能力。
中田 ナタリー（なかた ナタリー）
声 - 青木瑠璃子
誕生日：4月26日 / 身長：156cm / 体重：48kg / 星座：牡牛座 / 血液型：A型 / スリーサイズ：B85・W58・H88 / 所属部活・委員会：帰宅部 / 使用武器：ガン / 耳形：イングリッシュロップ
イギリス人とのハーフで金髪。眼鏡を掛けている。オタク趣味。常にやる気がなく怠けているが、趣味であるアニメやゲームには情熱を注ぐ。キャプテンを召し使いのように思っている。妃十三学園に来る前まではナタリア様と呼ばれていた。本名は「ナタリア・クインチェスター・ヘイヴン・中田」。
布団と自分の部屋が好きで、努力が嫌い。趣味はアニメと漫画で、特技はゲーム（愛機はGSポータブル）。

#### 無所属
雪城 若菜（ゆきしろ わかな）
声 - 小清水亜美
誕生日：5月19日 / 身長：169cm / 体重：49kg / 星座：牡牛座 / 血液型：A型 / スリーサイズ：B85・W58・H82 / 所属部活・委員会：??? / 使用武器：ソード / 耳形：ニホンオオカミ
第1部時点ではまだ覚醒していないオルタナ候補生。美弥花の幼馴染であり、彼女の世話をよく焼く。メインストーリーに登場し、長らく覚醒していなかったのでクエストに出撃することはできなかったが、第1部9章にてモデリによって無理やり覚醒させられエクリスと言う名の敵となって立ちはだかり、メーヤ達の助けを借りることで助け出すことに成功する。第1部終了に伴い2018年3月14日よりプレイアブルキャラとして追加された。
平和とコーヒーと犬が好きで、みんなの不幸が嫌い。趣味はオーガニック漢方と美弥花のお世話で、特技は地獄耳。オルタナの中では最長身。
ベルル
声 - 大野柚布子
誕生日：不明 / 身長：125cm / 体重：内緒 / 星座：不明 / 血液型：不明 / スリーサイズ：不明 / 所属部活・委員会：なし / 使用武器：ランス
2018年7月20日のメジャーアップデートとともにプレイアブルキャラとして追加された。詳しくは該当項目を参照。
かわいいものが好きで、驚かされることが嫌い。趣味はいたずらで、特技は不思議な魔法が使えること。
メーヤ
声 - 立花理香
誕生日：不明 / 身長：160cm / 体重：内緒 / 星座：不明 / 血液型：不明 / スリーサイズ：不明 / 所属部活・委員会：なし / 使用武器：ハンマー
2019年7月20日のメジャーアップデートとともにプレイアブルキャラとして追加された。詳しくは該当項目を参照。
安眠と桜子殿とパタパタが好きで、寝癖の付いた髪の毛が嫌い。趣味は髪のお手入れで、特技は魔法。
マーベラス・リリー
声 - 前田玲奈
誕生日：不明 / 身長：170cm / 体重：不明 / 星座：不明 / 血液型：不明 / スリーサイズ：不明 / 所属部活・委員会：不明 / 使用武器：ショーテル
2020年1月20日にプレイアブルキャラとして追加された。詳しくは該当項目を参照。
エターナル・ダリア
声 - 藤田茜
誕生日：不明 / 身長：125cm / 体重：不明 / 星座：不明 / 血液型：不明 / スリーサイズ：不明 / 所属部活・委員会：不明 / 使用武器：ガン
2019年1月22日にプレイアブルキャラとして追加された。詳しくは該当項目を参照。

### 生徒以外

#### 学園職員
キャプテン
声 - なし
本作の主人公。教師でも生徒でもない。性別はストーリー上男性として描写されることが多い。
理事長（妃十三 護（ひとみ まもる））
声 - 伊藤栄次
妃十三学園の理事長。
しずく
声 - なし
学園秘書。公式Twitterのアイコンになっており、2016年6月17日から公式Twitterにてゲームの情報を発信している。2021年4月現在ゲームには未登場（正式にプレイアブル化はされていない）であるが、3Dモデルが第2回オンラインファンミーティング（2020年12月開催）にて公開された（具体的な実装内容等は未定。プレイアブル化ではない）。2021年のエイプリルフールにてTwitterから失踪し、ゲーム内の撮影機能にて1日限定で登場した。
安藤 瑠璃子（あんどう るりこ）
声 - 鈴木絵理
第5章から登場。保健の先生。登場まで名前が「?????」となっていた。

#### 生物
メロ
声 - 悠木碧
謎の生物。ロード中の漫画に「メロはメロメロ!」という台詞が登場する、好物はメロン。
元々はリロの下で働いており「天月戦衣」の装着者を探すために外界に赴いていたが、そのことをすっかり忘れていたことが「天月の試練」のオープニングイベントの中で明らかになった。
リロ
声 - 藤田茜
外見はメロによく似ているが前髪があるのと体毛がピンク色で性格は生真面目の謎の生物で、2016年11月4日より開始された「天月の試練」にて登場したメロの上司で古の戦闘服「天月戦衣」を守護している。

#### 試験官
エターナル・ダリア
声 - 藤田茜
2017年10月11日より開催された「熱血！ダリア先生！」より登場したキャプテン委員会から派遣された試験官。外見は身長125cmとかなりの小柄だが二挺拳銃と漆黒の狐の面を使用したトランスモードを用いた戦闘能力は巨夜獣（ギガントビースト）並みに極めて高い。
2018年6月をもって監察課程は終了しており現在は「暁の聖域」にて聖域に続くゲート開放を担当として学園に留まっている。オルオル製麺のきつねうどんが好物。
2019年1月22日より開催されたイベント「熱血！ダリア先生！～特別最終ジャッジ～」にて仲間となった。
マーベラス・リリー
声 - 前田玲奈
2018年7月11日より開催された「艶やか♡リリー先生」より登場したダリアの後任でキャプテン委員会から派遣された試験官でダリアとは異なりスタイルは抜群で大人の色香を漂う女性ではあるがのぞき・盗撮・盗聴が趣味と性格に難があり。とは言え、二振りのショーテルと、やはり前任のダリア同様漆黒の狐の面を身に着け、それを用いた戦闘はダリア同様かなり高い。
2019年4月をもって監察課程は終了し、「まだ見ぬマーベラスを求める・・・」と言う謎の書置きを残し旅に出るために学園から去った。
2020年1月20日より開催されたイベント「艶やか♡リリー先生～マーベラスふたたび！～」にて仲間となった。現在は学園のカウンセラーとして、共に生活している。
勝手にオルタナたちのカップリングを妄想、観察することが日々の楽しみ。
一本氣・牡丹
声 - 石上静香
2019年4月でリリーが立ち去った後の学園の校門で顔見せならぬ背中見せで登場し、同年5月13日より開催された「豪快！牡丹先生」より正式登場したリリーの後任でキャプテン委員会から派遣された試験官。
上着をへその部分を出すように絞って下はブルマーという80年代風の体操服に膝まで届く丈の長い特攻服風ジャンパーを羽織ったいでたちのヤンキー調の性格で、戦闘時も高い戦闘力と九尾オーラは共通はするも前二者の試験官とは違い仮面ではなくキツネの耳をモチーフとしたフレームの付いたサングラスを身に着けており、武器は棘のついた金属製の鍔のついた竹刀を装備している。
2020年5月をもって監察課程は終了したが、現在も学園に留まっている。
根性のない者には厳しいが、競り合いの中で生まれる友情や成長を大切にしている。

### 夜族
ベルル
声 - 大野柚布子
異界より現れた夜鬼。少女の姿をしているが、夜獣以上の力を持つ。「みゅふふ」という変わった笑い方をする。本名は『ベルル・ルミナ・ラ・フォンテーヌ』。
月一で開催されたレイドイベント「ベルル襲来」にて登場しており、あらゆる所で悪戯で騒動を起こしていたが2017年1月のレイドイベントでもって姉のメーヤに連れ去られ2月のレイドイベントからメーヤに随伴する形で登場していた。しかし、2017年7月の襲来イベントにてヒュプノス・アイの消滅による死と引き換えに夜鬼の地位をなくし、特有の角もなくし長らく同じ経緯で角を無くしたメーヤとともに隠遁生活していたが2018年7月20日の大幅アップデートとともに開催されたイベント「ベルル救出」にて再暴走したもののオルタナたちの働きによって沈静。その後に仲間となった。
アディレ
声 - 福原綾香
オルタナに歯向かう夜鬼。
メーヤ
声 - 立花理香
2017年1月のレイドイベント終盤にてゲスト登場し翌月2月より始まったレイドイベント「メーヤ襲来」にて正式登場した巻き髪お下げと羊のような巻角と丁寧口調で喋るという特徴を持つ夜鬼でベルルが姉と慕う者。本名は『メーヤ・エトナ・ラ・フォンテーヌ』。
各地域にポータルを置きスフィアラインを完成したうえでヒュプノス・アイ復活の計画を進めるため暗躍していたらしく、また催眠魔術を得意とする。しかし、2017年7月の襲来イベントにてヒュプノス・アイの消滅による死と引き換えに夜鬼の地位をなくし、特有の角もなくし同じ経緯で角を無くしたベルルとともに隠遁生活していたが、2019年7月20日の大幅アップデートとともに開催されたイベント「メーヤ襲来～高貴な悩み～」にて仲間となった。
モデリ
声 - 北山恭祐
第1部の事件の影で動いている夜博（ナイトドクター）と呼ばれる存在。
人体実験・改造を特技としており多数の夜兵（ナイトトルーパー）を私兵として従えている。
ガデナ
声 - 優木かな
第2部より登場。
バド
声 - 加藤亮夫
第2部より登場。容姿がメロやリロに似ている。
二ドル
声 - 春野杏
第2部終盤にてシルエットで登場。第3部（2019年10月～）より本格的に登場。
クック
声 - 新井里美
第3部より登場。
ニィナ
声 - 逢田梨香子
第3部終盤にて登場。ガデナの姉。
女王(アルト)
声 - 末柄里恵
第3部終盤にて登場。
アネゴ
声 - 藤本教子
ジム／ジョウ
声 - 増田雄市

### その他
イベントで登場するキャラクターなど。
ドン・シャークス
声 - 増田雄市
ペインメーカー
声 - 景浦大輔
仮面の男
声 - ???
フウビ
声 - ???
シュカク
声 - ???
虎島団長
声 - 大羽武士
小太郎
声 - 中村圭佑
御手洗よし子
声 - ???
レディ・シャークス
声 - ???
黒蠍魔美
声 - ???
セキュリティガード
声 - ???
ブラックサンタ
声 - ???
ライビ
声 - ???
ポルコ
声 - 田中慎二
すっぽこぺっこん
声 - ???
キッド・シャークス
声 - 石原舞
ホルねぇ
声 - ???
ハロウィンゴースト
声 - ???
グレーサンタ
声 - ???
ヤス
声 - ???
豆
声 - 古河徹人
ソウカク
声 - なし
マジカルレイブン
声 - ???
ムマリン
声 - ???
ファンキーカジャック
声 - ???
ビビリン
声 - 尾崎未來
星織姫
声 - 岡本理絵
ゴップリン
声 - ???
鯉之助
声 - 増田雄市
オウカク
声 - ???

### 他作品とのコラボキャラクター
他作品とのコラボキャラクターのうち、ゲストキャラクターについて記載する。
| キャラ名                     | 担当声優   | 出典                                               | 期間                                                                   | 備考                                 |
| ---------------------------- | ---------- | -------------------------------------------------- | ---------------------------------------------------------------------- | ------------------------------------ |
| エミリア                     | 高橋李依   | Re:ゼロから始める異世界生活                        | 2017年8月31日～9月23日 2020年2月29日～3月30日                          | ガチャ・イベントで登場               |
| レム                         | 水瀬いのり | Re:ゼロから始める異世界生活                        | 2017年8月31日～9月23日 2020年2月29日～3月30日                          | ガチャ・イベントで登場               |
| ペテルギウス・ロマネコンティ | 松岡禎丞   | Re:ゼロから始める異世界生活                        | 2017年8月31日～9月23日 2020年2月29日～3月30日                          | イベントボスとして登場               |
| 金色の闇 / ヤミ              | 福圓美里   | To LOVEる -とらぶる- ダークネス                    | 2018年1月31日～2月27日 2019年10月31日～11月29日 2021年2月28日～3月30日 | ガチャ・イベントで登場               |
| モモ・ベリア・デビルーク     | 豊崎愛生   | To LOVEる -とらぶる- ダークネス                    | 2018年1月31日～2月27日 2019年10月31日～11月29日 2021年2月28日～3月30日 | ガチャ・イベントで登場               |
| 古手川 唯                    | 名塚佳織   | To LOVEる -とらぶる- ダークネス                    | 2018年1月31日～2月27日 2019年10月31日～11月29日 2021年2月28日～3月30日 | ガチャ・イベントで登場               |
| ネメシス                     | 日高里菜   | To LOVEる -とらぶる- ダークネス                    | 2018年1月31日～2月27日 2019年10月31日～11月29日 2021年2月28日～3月30日 | イベントボスとして登場               |
| アクア                       | 雨宮天     | この素晴らしい世界に祝福を！2                      | 2018年4月30日～5月30日                                                 | ガチャ・イベントで登場               |
| めぐみん                     | 高橋李依   | この素晴らしい世界に祝福を！2                      | 2018年4月30日～5月30日                                                 | ガチャ・イベントで登場               |
| 御坂美琴                     | 佐藤利奈   | とある魔術の禁書目録III                            | 2018年10月31日～11月29日                                               | ガチャ・イベントで登場               |
| インデックス                 | 井口裕香   | とある魔術の禁書目録III                            | 2018年10月31日～11月29日                                               | ガチャ・イベントで登場               |
| 一方通行(アクセラレータ)     | 岡本信彦   | とある魔術の禁書目録III                            | 2018年10月31日～11月29日                                               | イベントボスとして登場               |
| ヘスティア                   | 水瀬いのり | ダンジョンに出会いを求めるのは間違っているだろうか | 2019年2月28日～3月30日                                                 | ガチャ・イベントで登場               |
| アイズ・ヴァレンシュタイン   | 大西沙織   | ダンジョンに出会いを求めるのは間違っているだろうか | 2019年2月28日～3月30日                                                 | ガチャ・イベントで登場               |
| 村上文緒                     | 名塚佳織   | ガールフレンド（仮）                               | 2020年5月31日～6月29日                                                 | ガチャ・イベントで登場               |
| クロエ・ルメール             | 丹下桜     | ガールフレンド（仮）                               | 2020年5月31日～6月29日                                                 | ガチャ・イベントで登場               |
| 椎名心実                     | 佐藤聡美   | ガールフレンド（仮）                               | 2020年5月31日～6月29日                                                 | イベントで登場(プロローグで音声のみ) |
| 椎名心実                     | 佐藤聡美   | ガールフレンド（仮）                               | 2021年4月12日～4月29日                                                 | ガチャ・イベントで登場               |
| 風町陽歌                     | 早見沙織   | ガールフレンド（仮）                               | 2021年4月12日～4月29日                                                 | ガチャ・イベントで登場               |
| 結城友奈                     | 照井春佳   | 結城友奈は勇者である                               | 2020年10月31日～11月13日                                               | ガチャ・イベントで登場               |
| 乃木園子                     | 花澤香菜   | 結城友奈は勇者である                               | 2020年10月31日～11月13日                                               | ガチャ・イベントで登場               |

## 音楽

### 主題歌
「ルナリア」
作詞・作曲・編曲：やしきん / 歌：水島愛梨（CV：遠藤ゆりか）、広瀬こはる（CV：橋本ちなみ）、柊つむぎ（CV：上坂すみれ）、織宮結衣（CV：佳村はるか）、朝比奈乃々（CV：伊藤美来） / 音楽製作協力：木戸文祥、寺田康彦（シンクシンクインテグラル）
CDは2016年8月12日からコミックマーケット90で先行発売された後、Amazon、Google Play、iTunesで販売された。発売元：Cyber Agent(PINC-1102)
韓国版ローカライズでは、朝鮮語バージョンが韓国ガールズグループ「BONUSbaby」でカバーされた。

### BGM
酒井遥、杉田未央、伊藤友馬

### キャラクターソング・その他の楽曲
キャラクターソング
|          | 曲名                               | キャラクター                     | 作詞                           | 作曲                       | 編曲                                | VRライブ実装 | VRライブ実装日 | PV      | カラオケ配信開始日 | カラオケ配信開始日 | カラオケ配信開始日 |
| JOYSOUND | 曲名                               | キャラクター                     | 作詞                           | 作曲                       | 編曲                                | VRライブ実装 | VRライブ実装日 | PV      | DAM                |                    |                    |
| -------- | ---------------------------------- | -------------------------------- | ------------------------------ | -------------------------- | ----------------------------------- | ------------ | -------------- | ------- | ------------------ | ------------------ | ------------------ |
| 1        | もっと Be My Power!                | 悠木美弥花（CV：竹達彩奈）       | hotaru                         | eba                        | eba                                 | 1番目        | 2017年3月1日   | [ 103 ] | 2017年7月30日      | 未定               |                    |
| 2        | 笑顔でgoing up!                    | 朝比奈乃々（CV：伊藤美来）       | たなかまゆ                     | しらいしかずや             | しらいしかずや                      | 2番目        | 2017年4月30日  | [ 104 ] | 2017年7月30日      | 未定               |                    |
| 3        | ほんとにほんと                     | 織宮結衣（CV：佳村はるか）       | 利根川貴之                     | 川嶋可能                   | 川嶋可能                            | 3番目        | 2017年5月31日  | [ 105 ] | 2017年9月22日      | 未定               |                    |
| 4        | きゃっちあんどりりーす             | 鬼束千穂（CV：高野麻里佳）       | 利根川貴之                     | 中島靖雄                   | 中島靖雄                            | 5番目        | 2017年8月31日  | [ 106 ] | 2017年9月22日      | 未定               |                    |
| 5        | Heart Cleaning                     | 有村詩音（CV：茅野愛衣）         | 高瀬愛虹                       | 伊藤翼                     | 伊藤翼                              | 4番目        | 2017年7月20日  | [ 107 ] | 2017年12月27日     | 2020年6月23日      |                    |
| 6        | リフレイン・ウォーズ               | 水島愛梨（CV：遠藤ゆりか）       | sasakure.UK                    | sasakure.UK                | 有形ランペイジ                      | 6番目        | 2017年9月30日  | [ 109 ] | 2018年2月11日      | 2020年6月23日      |                    |
| 7        | 月下の軌跡                         | 天堂真知（CV：安済知佳）         | bonbon                         | ZENTA                      | ZENTA                               | 7番目        | 2017年10月31日 | [ 110 ] | 2018年6月7日       | 2020年5月19日      |                    |
| 8        | はわはわアワー                     | 桃井日奈（CV：花守ゆみり）       | やしきん                       | やしきん                   | やしきん                            | 8番目        | 2018年2月28日  | [ 111 ] | 2018年6月3日       | 2020年5月19日      |                    |
| 9        | Runner's爽快!                      | 橘直美（CV：大空直美）           | 利根川貴之                     | 利根川貴之 坂和也          | 坂和也＆Wicky.Recordings            | 9番目        | 2018年5月31日  | [ 112 ] | 2019年2月9日       | 未定               |                    |
| 10       | 輝けスクールライフ                 | 吉良小百合（CV：本渡楓）         | yuiko                          | Meis Clauson               | Meis Clauson                        | 10番目       | 2018年8月31日  | [ 113 ] | 2019年2月9日       | 未定               |                    |
| 11       | 膨らみかけたChoux Pastry           | 広瀬こはる（CV：橋本ちなみ）     | 利根川貴之                     | PandaBoY                   | PandaBoY                            | 11番目       | 2018年12月6日  | [ 114 ] | 未定               | 未定               |                    |
| 12       | Evening Primrose                   | 雪城若菜（CV：小清水亜美）       | 園田健太郎                     | 園田健太郎                 | 園田健太郎                          | 12番目       | 2019年2月26日  | [ 115 ] | 未定               | 未定               |                    |
| 13       | My Precious Darling                | 我妻恋（CV：長妻樹里）           | 長妻樹里                       | 長妻樹里                   | やしきん 園田健太郎                 | 13番目       | 2019年8月27日  |         | 未定               | 2020年5月19日      |                    |
| 14       | You're My Shining Star             | 西園寺玲（CV：木戸衣吹）         | 清浦夏実                       | 沖井礼二                   | ハヤシベトモノリ 沖井礼二           | 14番目       | 2019年11月30日 |         | 未定               | 2020年6月23日      |                    |
| 15       | 心の体温計                         | 臼井未幸（CV：長縄まりあ）       | くまがいあすみ（月の満ちかけ） | 今井カズヤ（月の満ちかけ） | 今井カズヤ（月の満ちかけ） 佐藤清喜 | 16番目       | 2020年8月28日  |         | 未定               | 未定               |                    |
| 16       | にゃんでもにゃい日のにゃにゃ不思議 | 柊つむぎ（CV：上坂すみれ）       | 栁舘周平                       | 栁舘周平                   | 栁舘周平                            | 17番目       | 2021年3月30日  |         | 未定               | 未定               |                    |
| 17       | きゅぴーん☆アイドル宣言            | 真野桜子（CV：大久保瑠美）       | PA-NON                         | 石塚玲依                   | 鈴木Daichi秀行                      | 18番目       | 2021年7月20日  |         | 未定               | 未定               |                    |
| 18       | カイゼルの花                       | シルビア＝リヒター（CV：渕上舞） | 土橋亜希                       | スズ                       | ZENTA                               | -            | -              | [ 116 ] | 未定               | 未定               |                    |
| 19       | 最上級の我儘                       | 中田ナタリー（CV：青木瑠璃子）   | 土橋亜希                       | Command S                  | Command S                           | -            | -              | [ 117 ] | 未定               | 未定               |                    |

その他の楽曲
| 曲名                         | キャラクター | 作詞       | 作曲              | 編曲                       | VRライブ実装 | VRライブ実装日 | PV      | カラオケ配信開始日 | カラオケ配信開始日 | カラオケ配信開始日 |
| 曲名                         | キャラクター | 作詞       | 作曲              | 編曲                       | VRライブ実装 | VRライブ実装日 | PV      | JOYSOUND           | DAM                |                    |
| ---------------------------- | --- | ---------- | ----------------- | -------------------------- | ------------ | -------------- | ------- | ------------------ | ------------------ | ------------------ |
| 覚醒～Alternative Heart～    | 広瀬こはる（CV：橋本ちなみ） 西園寺玲（CV：木戸衣吹） 水島愛梨（CV：遠藤ゆりか） 天堂真知（CV：安済知佳） 悠木美弥花（CV：竹達彩奈） 橘直美（CV：大空直美） | 利根川貴之 | 利根川貴之 坂和也 | 中島靖雄＆Wicky.Recordings | ―            | ―              | [ 118 ] | 2017年7月30日      | 未定               |                    |
| ベルベル モルモル パヤミント | ベルル（CV：大野柚布子） | 利根川貴之 | ハヤシベトモノリ  | ハヤシベトモノリ           |              |                | [ 119 ] | 2017年7月30日      | 未定               |                    |
| メヤメヤ ダムダム アムオール | メーヤ（CV：立花理香） | Narucho    | Johnny.k          | Johnny.k                   | 15番目       | 2020年3月27日  | [ 120 ] | 2018年9月15日      | 未定               |                    |
| Link                         | 朝比奈乃々（CV：伊藤美来） 吉良小百合（CV：本渡楓） シルビア＝リヒター（CV：渕上舞） 真野桜子（CV：大久保瑠美） 悠木美弥花 （CV：竹達彩奈）                 | 利根川貴之 | 北川勝利          | 北川勝利                   | ―            | ―              | [ 121 ] | 2018年9月15日      | 未定               |                    |

## 音楽CD
オルタナティブガールズキャラクターソングCD
発売元はすべてポニーキャニオン。
| 発売日         | タイトル                                    | 参加キャラクター       | 備考              | 規格品番   |
| -------------- | ------------------------------------------- | ---------------------- | ----------------- | ---------- |
| 2017年7月19日  | もっと Be My Power!／笑顔でgoing up!        | 悠木美弥花、朝比奈乃々 | キャラソンCD第1弾 | PCCG-70374 |
| 2017年8月23日  | ほんとにほんと／きゃっちあんどりりーす      | 織宮結衣、鬼束千穂     | キャラソンCD第2弾 | PCCG-70380 |
| 2017年10月4日  | Heart Cleaning／リフレイン・ウォーズ        | 有村詩音、水島愛梨     | キャラソンCD第3弾 | PCCG-70407 |
| 2018年4月18日  | 月下の軌跡／はわはわアワー                  | 天堂真知、桃井日奈     | キャラソンCD第4弾 | PCCG-70420 |
| 2018年11月21日 | Runner's爽快!／輝けスクールライフ           | 橘直美、吉良小百合     | キャラソンCD第5弾 | PCCG-70439 |
| 2019年6月5日   | 膨らみかけたChoux Pastry／Evening Primrose  | 広瀬こはる、雪城若菜   | キャラソンCD第6弾 | PCCG-70454 |
| 2020年1月22日  | My Precious Darling／You're My Shining Star | 我妻恋、西園寺玲       | キャラソンCD第7弾 | PCCG-70471 |

その他（シングルCD・アルバムCD）
| 発売日        | タイトル                                    | 参加キャラクター | 備考 | 規格品番   |
| ------------- | ------------------------------------------- | --- | --- | ---------- |
| 2016年8月19日 | ルナリア                                    | 水島愛梨、広瀬こはる、柊つむぎ、織宮結衣、朝比奈乃々 | シングルCD、発売元はCyber Agent | PINC-1102  |
| 2017年3月16日 | 覚醒～Alternative Heart～                   | 広瀬こはる、西園寺玲、水島愛梨、天堂真知、悠木美弥花、橘直美 べルル | シングルCD、発売元はポニーキャニオン べルルのキャラソン「ベルベル モルモル パヤミント」も収録 | PCCG-70370 |
| 2018年8月17日 | Alternative Girls Character Song Collection | 水島愛梨、広瀬こはる、柊つむぎ、織宮結衣、朝比奈乃々 西園寺玲、天堂真知、悠木美弥花、橘直美、吉良小百合、シルビア＝リヒター、真野桜子 鬼束千穂、有村詩音、桃井日奈、べルル、メーヤ                                          | アルバムCD、発売元はポニーキャニオン シングルCD「ルナリア」、「覚醒～Alternative Heart～」のほか、キャラソンCD第1弾～第4弾までの楽曲を収録 新たに全体曲「Link」、メーヤのキャラソン「メヤメヤ ダムダム アムオール」も収録 | PCCG-1680  |
| 2021年10月6日 | Alternative Girls Best Memorial Collection  | 悠木美弥花、有村詩音、真野桜子、橘直美、織宮結衣、天堂真知 朝比奈乃々、水島愛梨、広瀬こはる、柊つむぎ、西園寺玲、シルビア＝リヒター 吉良小百合、我妻恋、桃井日奈、鬼束千穂、臼井未幸、中田ナタリー 雪城若菜、ベルル、メーヤ | アルバムCD、発売元はポニーキャニオン 主題歌「ルナリア」、「覚醒～Alternative Heart～」、「Link」のほか、全キャラクターソングを収録したベストアルバム。                                                                    | PCCG-2063  |

## CM
- 2016年9月15日から10月2日まで、日本全国（関東・中京・近畿・北海道・静岡・福岡[122]）で初のテレビCMを放映開始[38][122]。「スマホでVR?」～オンナゴコロ編～[123][124]と～ネグセ編～[125][126]の2本が制作され[38][122]、VRモードで手を伸ばせば少女に手が届くかのような本作の特徴を前面に出したCMになっている[122]。また放映記念としてゲームログイン時に「バニーガール衣装」などの配布、公式twitterリツイートで主題歌「ルナリア」の参加声優のサイン入りCDプレゼントが実施されていた[38][122]。
- 2016年12月23日から2017年1月9日まで、首都圏・中京圏・近畿圏・BS11で新しいテレビCMを放映。「天月の試練」編が制作され、『ご注文はうさぎですか？？』コラボverが放映された。このCMでは「天月の試練」のテーマソングである「覚醒～Alternative Heart～」を使用し、本作のオルタナたちの切ない友情の物語が美麗なフル3Dで描かれている[127][128]。
- 2017年8月31日から9月9日まで、全国3地区関東・中京・近畿で『Re:ゼロから始める異世界生活』コラボレーション記念テレビCMを放映。同作に登場するキャラクター「ペテルギウス・ロマネコンティ」の魅力が詰まったテレビCMとなっている。

なお、この他のコラボでもコラボPVが制作されたものもある。（一部のPVは「サイバーエージェントグループ」提供の番組内CM枠や、AbemaTV内のCM枠にて流れたこともあった。）

## 漫画
『オルタナティブガールズ First Step!』（オルタナティブガールズ ファーストステップ）のタイトルで、濱元隆輔作画のコミカライズ。電撃G'sコミックで連載後、書籍化。
- 『オルタナティブガールズ First Step![129]』KADOKAWA、2018年10月25日発売、ISBN 978-4-04-912135-3

## Webラジオ
『おるらじ〜キャプテン、聞いてください！〜』のタイトルで、2017年1月9日よりHiBiKi Radio Stationにて本配信、月2回（2021年1月25日までは毎週）月曜日正午更新。本配信後にYouTubeオルタナティブガールズ公式チャンネルにてアーカイブ配信。
第24回より一部コーナーとジングルをリニューアル。ジングルは以前は著作権フリーのものだったが、リニューアル後はゲーム内のBGMがジングルに使用されている。2020年4月7日にHiBiKi Radio Stationが、新型コロナウイルス感染症拡大防止のためラジオ番組の新規収録が同年5月6日（水）まで休止となったため、4月13日（月）の第171回までで一時的に休止となり、4月20日から6月8日までの番組配信に関しては、過去アーカイブの配信となっていた。同年6月15日より配信再開。2020年7月20日配信の特別版は、オルガル4周年記念として初の映像付きでの配信(うごくおるらじ)となった。
2021年4月12日の第209回をもって終了したが、5周年記念として2021年7月20日に特別配信として復活。
パーソナリティ
- 安済知佳（天堂真知 役）
- 佳村はるか（織宮結衣 役）

終了時点のコーナー
- オープニングコント（第1回 - ）- 結衣と真知によるオープニングコント。「コントの人」が担当しているため、いわゆるキャラ崩壊が起こっており、ゲーム内の世界線とは少し異なっている。(基本的に結衣がボケ、真知がツッコミとなっている)また、ゲストがいる場合は、そのゲストが演じるキャラクターも登場する。長らく「タイトルコール」→「オープニングコント」の順だったが(一部ゲスト回や100回記念等の記念回を除く)、第102回以降は「オープニングコント」→「タイトルコール」の順となっている。
- オルガル情報（第1回 - ）- 配信時にゲーム内で開催中(または開催前)のイベントやガチャ(主にカードイラストが中心)、キャンペーン等の情報を紹介する。最近ではカードイラスト紹介で、オルガル2アートディレクターのコメントが紹介される場合もある。
- 私たちの気持ち、わかるメロ?（第1回 - ）- お題として出されたシチュエーションに対して、良い対処法をリスナーから募集。
- オルタナトレーニング（第25回 - ）- 番組から出されたお題に対して、佳村と安済が挑戦する。トレーニングに成功すると、番組からご褒美(お菓子等の差し入れ)がゲットできる。
- おるらじケア（第187回 - ）- 癒してほしい出来事をリスナーから募集。その出来事を佳村と安済が力の限り癒していく。

過去のコーナー
- 発動！ソウルリンク！（第1 - 23回）- ことわざを分割したものが「上の句」「下の句」それぞれのボックスに入っており、1人が「上の句」もう1人が「下の句」からカードを1枚引き、同じことわざが完成した場合はソウルリンク成功、バラバラの場合は佳村と安済でその言葉の意味を作り出し、無理矢理ソウルリンクを成功させる。
- 私は…本の住人？（第3 - 23回）- リスナーから小説や昔話、おとぎ話の内容に関する問題を募集。佳村がその問題に挑戦。
- マジカルガンナー真知！（第2回 - 第203回）- リスナーから懺悔話を募集。安済がその話を許すか許さないかを判定。
- 結衣の超常現象報告会（第24回 - 第203回）- 日常で起こった不思議な出来事や現象の報告をリスナーから募集。

オープニングテーマ
「ルナリア -Instrumental-」（第1回 - ）
エンディングテーマ
「覚醒～Alternative Heart～」（第1回 - ）
歌：広瀬こはる（CV：橋本ちなみ）、西園寺玲（CV：木戸衣吹）、水島愛梨（CV：遠藤ゆりか）、天堂真知（CV：安済知佳）、悠木美弥花（CV：竹達彩奈）、橘直美（CV：大空直美）
ゲスト
| 回      | 配信日   | ゲスト                                                                                          |
| 2017年  | 2017年   | 2017年                                                                                          |
| ------- | -------- | ----------------------------------------------------------------------------------------------- |
| 第7回   | 2月20日  | 長妻樹里（我妻恋 役）                                                                           |
| 第17回  | 5月1日   | 花守ゆみり（桃井日奈 役）                                                                       |
| 第20回  | 5月22日  | 長縄まりあ（臼井未幸 役）                                                                       |
| 第27回  | 7月10日  | 大空直美（橘直美 役）                                                                           |
| 第41回  | 10月16日 | 橋本ちなみ（広瀬こはる 役）                                                                     |
| 第46回  | 11月20日 | 遠藤ゆりか（水島愛梨 役）                                                                       |
| 第49回  | 12月11日 | 伊藤美来（朝比奈乃々 役）                                                                       |
| 2018年  |          |                                                                                                 |
| 第53回  | 1月8日   | 青木瑠璃子（中田ナタリー 役）                                                                   |
| 第55回  | 1月22日  | 立花理香（メーヤ 役）                                                                           |
| 第66回  | 4月9日   | 木戸衣吹（西園寺玲 役）                                                                         |
| 第82回  | 7月30日  | 大野柚布子（ベルル 役）                                                                         |
| 第85回  | 8月20日  | 高野麻里佳（鬼束千穂 役）                                                                       |
| 第88回  | 9月10日  | 大久保瑠美（真野桜子 役）                                                                       |
| 2019年  |          |                                                                                                 |
| 第109回 | 2月4日   | 大野柚布子（ベルル 役）                                                                         |
| 第136回 | 8月12日  | 立花理香（メーヤ 役）                                                                           |
| 第142回 | 9月23日  | オルガル2 アートディレクター （ブースの外に待機していたため、番組内では登場していない）         |
| 第143回 | 9月30日  | 大野柚布子（ベルル 役）                                                                         |
| 第148回 | 11月4日  | 本渡楓（吉良小百合 役）                                                                         |
| 第151回 | 11月25日 | くりP（栗田優也・3代目オルガルプロデューサー） （OPのみ登場）                                   |
| 第154回 | 12月16日 | 長妻樹里（我妻恋 役）                                                                           |
| 2020年  |          |                                                                                                 |
| 特別版  | 7月20日  | くりP（栗田優也・3代目オルガルプロデューサー）[* 22] 筒井豊（クリエイティブディレクター）[* 23] |
| 2021年  |          |                                                                                                 |
| 第208回 | 4月5日   | 大空直美（橘直美 役）                                                                           |
配信休止期間リスト(2020年4月20日から6月8日まで)
| 配信日        | 配信回  | 当時の配信日   | 備考               |
| ------------- | ------- | -------------- | ------------------ |
| 2020年4月20日 | 第1回   | 2017年1月9日   | 初回配信           |
| 2020年4月27日 | 第52回  | 2018年1月1日   | 2018年初配信       |
| 2020年5月4日  | 第105回 | 2019年1月7日   | 2019年初配信       |
| 2020年5月11日 | 第167回 | 2020年3月16日  | -                  |
| 2020年5月18日 | 第49回  | 2017年12月11日 | 伊藤美来ゲスト回   |
| 2020年5月25日 | 第27回  | 2017年7月10日  | 大空直美ゲスト回   |
| 2020年6月1日  | 第7回   | 2017年2月20日  | 長妻樹里ゲスト回   |
| 2020年6月8日  | 第82回  | 2018年7月30日  | 大野柚布子ゲスト回 |

## その他配信

### えーでとふとんのキャプ10学
ベテランの方も、始めたばかりの方も楽しく「オルタナティブガールズ」を学ぶことができる攻略動画。YouTubeで順次配信されており、ゲーム内からでも視聴することが出来る。全10話。第1話から第5話までは基礎、第6話以降は応用となっている。
出演者
- 本渡楓（吉良小百合 役）
- ふとん（オルコミメンバー）

内容
| 話数           | 番組内容                                |
| -------------- | --------------------------------------- |
| 第1話          | メンバー強化 属性 スキル                |
| 第2話          | イベント周回 スキルレベル               |
| 第3話          | チャームシール 第1特訓場                |
| 第4話          | メンバータイプ 強化におすすめ☆3メンバー |
| 第5話          | 天月の試練 第2特訓場                    |
| 第6話          | 巨夜獣との戦い方                        |
| 第7話          | ダリア先生との戦い方                    |
| 第8話          | スキル応用編 キャプ10学おさらい         |
| 第9話          | めざせ登頂！バーチャルタワー            |
| 第10話(最終回) | バーチャルタワー スコア狙いの戦い方     |

### オルコミ
隔週火曜日にニコニコ生放送を中心に配信していた公認生放送。公式ではないが、YouTubeでは公式チャンネルから放送されており、未発表の最新情報が番組内で発表されることもあった（一時期、FRESH!でも配信されていた）。
元々はゲーム実況チャンネル内の「天国'sApp」というスマートフォンゲームを紹介する番組であり、スマートフォンゲームを1つ取り上げ、そのゲームをガチでプレイ(ゲームにコミット)するというもので、1つ目に取り上げられたタイトルが本作であった。天国'sAppでの放送が好評だったため、2016年10月より本作のみを取り上げる「オルガルコミット＠天国'sApp」として番組が再始動。2017年6月からは「オルコミ★チャンネル」として独立し、番組タイトルが「オルコミ」となった。2018年5月29日の放送(第45回)をもって番組終了。
回数は「天国'sApp」時代からの通算回数である。なお、放送時間は本編のみの時間で記載している。また、大半の回で放送時間をオーバーしてしまうことが多かったため、放送時間は目安である。
出演者
- マッスル宮崎（ゲーム実況者）（第1回 - 第44回）
- ふとん（コスプレイヤー）（第1回 - 第45回）
- マルコP（天の声 兼 番組プロデューサー）（第1回 - 第45回）
- 遠藤ゆりか（水島愛梨 役）（第7回 - 第23回）（オルガルコミット＠天国'sAppから）
- 大野柚布子（べルル 役）（第9回 - 第45回）（オルコミ以降(第24回)は準レギュラー）
- 大空直美（橘直美 役）（第24回 - 第45回）（オルコミから）
- 立花理香（メーヤ 役）（第25回 - 第45回）（オルコミ以降(第24回)は準レギュラー）

ゲスト
| 回                          | 放送日                | 放送時間              | ゲスト                                                                                              |
| 天国'sAppモニタリング       | 天国'sAppモニタリング | 天国'sAppモニタリング | 天国'sAppモニタリング                                                                               |
| --------------------------- | --------------------- | --------------------- | --------------------------------------------------------------------------------------------------- |
| 第1回                       | 2016年8月11日         | 20:00 - 22:00         | 佳村はるか（織宮結衣 役）                                                                           |
| 第2回                       | 2016年8月18日         | 20:00 - 22:00         | 橋本ちなみ（広瀬こはる 役）                                                                         |
| 第3回                       | 2016年8月25日         | 20:00 - 22:00         | 大野柚布子（べルル 役）                                                                             |
| 第4回                       | 2016年9月1日          | 19:00 - 21:00         | 安済知佳（天堂真知 役）                                                                             |
| 第5回                       | 2016年9月12日         | 19:30 - 22:00         | 福原綾香（アディレ 役）                                                                             |
| 第6回                       | 2016年9月29日         | 19:30 - 22:00         | 安済知佳（天堂真知 役） 橋本ちなみ（広瀬こはる 役）                                                 |
| オルガルコミット＠天国'sApp |                       |                       | |
| 第7回                       | 2016年10月11日        | 20:00 - 22:00         | 大野柚布子（べルル 役）                                                                             |
| 第8回                       | 2016年10月25日        | 20:00 - 22:00         | 木戸衣吹（西園寺玲 役） 大野柚布子（べルル 役）                                                     |
| 第9回                       | 2016年11月8日         | 20:00 - 22:30         | 橋本ちなみ（広瀬こはる 役）                                                                         |
| 第10回                      | 2016年11月22日        | 20:00 - 22:00         | 安済知佳（天堂真知 役）                                                                             |
| 第11回                      | 2016年12月6日         | 20:00 - 22:00         | がっきーP（高垣佳晃・初代オルガルプロデューサー）                                                   |
| 第12回 (公開生放送)         | 2016年12月20日        | 19:30 - 22:00         | 立花理香（メーヤ 役） 橋本ちなみ（広瀬こはる 役） がっきーP（高垣佳晃・初代オルガルプロデューサー） |
| 第13回                      | 2017年1月2日          | 18:00 - 23:00         | なし                                                                                                |
| 第14回                      | 2017年1月17日         | 20:00 - 22:00         | 安済知佳（天堂真知 役）                                                                             |
| 第15回                      | 2017年1月31日         | 20:00 - 22:00         | なし                                                                                                |
| 第16回                      | 2017年2月14日         | 20:00 - 22:00         | 長妻樹里（我妻恋 役） がっきーP（高垣佳晃・初代オルガルプロデューサー）                             |
| 第17回                      | 2017年2月28日         | 20:00 - 22:00         | 花守ゆみり（桃井日奈 役）                                                                           |
| 第18回                      | 2017年3月14日         | 20:00 - 22:00         | 安済知佳（天堂真知 役）                                                                             |
| 第19回                      | 2017年3月25日         | 15:30 - 16:30         | 大空直美（橘直美 役）                                                                               |
| 第20回                      | 2017年4月11日         | 20:00 - 22:00         | 立花理香（メーヤ 役）                                                                               |
| 第21回                      | 2017年4月25日         | 20:00 - 22:00         | 長縄まりあ（臼井未幸 役） 橋本ちなみ（広瀬こはる 役） 立花理香（メーヤ 役）                         |
| 第22回                      | 2017年5月9日          | 20:00 - 22:00         | 長妻樹里（我妻恋 役）                                                                               |
| 第23回                      | 2017年5月23日         | 20:00 - 22:00         | がっきーP（高垣佳晃・初代オルガルプロデューサー）                                                   |
| オルコミ                    |                       |                       | |
| 第24回                      | 2017年6月13日         | 20:00 - 22:00         | 青木瑠璃子（中田ナタリー 役）（シークレットゲスト）                                                 |
| 第25回                      | 2017年6月27日         | 20:00 - 22:00         | 渕上舞（シルビア＝リヒター 役）                                                                     |
| 第26回                      | 2017年7月18日         | 19:30 - 22:00         | 高野麻里佳（鬼束千穂 役）                                                                           |
| 第27回                      | 2017年8月8日          | 20:00 - 22:00         | 佳村はるか（織宮結衣 役）                                                                           |
| 第28回                      | 2017年8月24日         | 19:30 - 22:00         | 本渡楓（吉良小百合 役）                                                                             |
| 第29回                      | 2017年9月12日         | 20:00 - 22:00         | 長妻樹里（我妻恋 役）                                                                               |
| 第30回                      | 2017年9月26日         | 20:00 - 22:00         | 木戸衣吹（西園寺玲 役）                                                                             |
| 第31回                      | 2017年10月10日        | 20:00 - 22:00         | 藤田茜（ダリア・リロ 役）（シークレットゲスト）                                                     |
| 第32回                      | 2017年10月24日        | 20:00 - 22:00         | 橋本ちなみ（広瀬こはる 役）                                                                         |
| 第33回                      | 2017年11月7日         | 20:00 - 22:00         | 佳村はるか（織宮結衣 役）                                                                           |
| 第34回                      | 2017年11月28日        | 20:00 - 22:00         | 安済知佳（天堂真知 役）                                                                             |
| 第35回                      | 2017年12月12日        | 20:00 - 22:00         | 長妻樹里（我妻恋 役）                                                                               |
| 第36回                      | 2017年12月26日        | 19:30 - 22:00         | なし                                                                                                |
| 第37回                      | 2018年1月16日         | 20:00 - 22:00         | 藤田茜（ダリア・リロ 役）                                                                           |
| 第38回                      | 2018年2月13日         | 20:00 - 22:00         | 青木瑠璃子（中田ナタリー 役）                                                                       |
| 第39回                      | 2018年2月27日         | 20:00 - 22:00         | なし                                                                                                |
| 第40回                      | 2018年3月13日         | 20:00 - 22:00         | なし                                                                                                |
| 第41回                      | 2018年3月27日         | 20:00 - 22:00         | なし                                                                                                |
| 第42回                      | 2018年4月10日         | 20:00 - 22:00         | 長妻樹里（我妻恋 役） やしきん（作詞・作曲家）（シークレットゲスト）                                |
| 第43回                      | 2018年4月26日         | 20:00 - 22:00         | 長妻樹里（我妻恋 役）                                                                               |
| 第44回                      | 2018年5月8日          | 20:00 - 22:00         | 遠藤ゆりか（水島愛梨 役）                                                                           |
| 第45回                      | 2018年5月29日         | 19:30 - 21:30         | なし                                                                                                |

### オルガルステーション
2018年9月22日の東京ゲームショウ2018の「TGS特別生放送」にて放送開始が発表され、2018年10月28日より不定期（2020年7月までは「毎月1回」）に、ニコニコ生放送・Youtube Live・Periscopeにて配信されている公式生放送。
”みんなでつくる”をテーマに、キャプテンのみなさんも巻き込んでコンテンツを盛り上げていく番組となっている。番組ではプレゼント企画「オルステBINGO」がある。1～8の球が入ったボックスを番組の最後に5回引き、3×3の9マスあるビンゴの当たったマスのアイテムが獲得できる。複数ビンゴ達成でボーナスとしてクオーツが獲得できる。また、中央のメロが描かれているボーナスマスは、さらにラッキーアイテムを獲得できる「オルステルーレット」を回すことができる。ルーレットには、「A」「B」「C」の空白マスがあり、ポイント毎に豪華なアイテムが用意されている（ボーナスマスは最初から空いている仕様に変更された）。ポイントは〔Twitterハッシュタグ「#オルガル2特別番組」のツイート数＋公式Twitterから投稿されるツイートのRT数×10〕の合計に応じて決められる。第10回より毎回放送日にゲーム内で「無料10回プレゼントガチャ」を実施。放送開始時間から24時間限定で無料で10回ガチャを引くことができる。第18回、第19回、第20回では、新型コロナウイルスの感染拡大防止のため、立花理香、ゲスト(第18回は青木瑠璃子、第19回は高野麻里佳、第20回は大空直美)、山内もえ、村民代表南川の4名は遠隔での出演。運営陣(フェアリーまお、くりP、筒井豊)はスタジオから出演。また、くりP、筒井は番組全編通しての出演となった。
第21、22回（特番第1、2回）では、山内もえ、村民代表南川、くりP、筒井豊の4名は遠隔での出演。フェアリーまお、立花理香、ゲスト(第21回は竹達彩奈・和氣あず未、第22回は大空直美・大野柚布子)はスタジオから出演。放送開始から2020年7月の4周年特番までは、毎月1回の定期番組として放送されていたが、以降は「特別番組としてリニューアルされ不定期での放送」となっている。また、出演声優が合計3名（立花理香＋ゲスト声優2名）となり、オルステ内で獲得できる報酬もリニューアルされている。また、リニューアル後オルステビンゴでのアイテム獲得の機会が少なくなったためか、ゲーム内キャンペーン等で「ゲリラアイテムプレゼントキャンペーン」が実施されており、☆4確定ガチャチケなどが配布されている。
出演者
- 立花理香（MC・メーヤ 役）（第10回 - ）
- 山内もえ（フリーモデル）（第8回 - ）
- 村民代表南川（お笑い芸人）（第1回 - ）
- フェアリーまお(小出真央)（ナビゲーター・QualiArts・オルガル2広報）（第1回 - ）

放送回一覧・ゲスト
| 通算回数                           | 放送日             | 曜日   | 放送時間      | MC・他                                                                                           | ゲスト声優                                                            | コーナーゲスト                                      | その他                                                                |
| ---------------------------------- | ------------------ | ------ | ------------- | ------------------------------------------------------------------------------------------------ | --------------------------------------------------------------------- | --------------------------------------------------- | --------------------------------------------------------------------- |
| 第1回                              | 2018年10月28日     | 日曜日 | 21:00 - 23:00 | 村民代表南川（MC） フェアリーまお（ナビゲーター）                                                | 伊藤美来（朝比奈乃々 役） 小清水亜美（雪城若菜 役）                   | -                                                   | -                                                                     |
| 第2回                              | 2018年11月22日     | 木曜日 | 20:00 - 22:00 | 村民代表南川（MC） フェアリーまお（ナビゲーター）                                                | 立花理香（メーヤ 役） 和氣あず未（水島愛梨 役）                       | -                                                   | -                                                                     |
| 第3回                              | 2018年12月20日     | 木曜日 | 21:00 - 23:00 | 村民代表南川（MC） フェアリーまお（ナビゲーター）                                                | 大空直美（橘直美 役） 木戸衣吹（西園寺玲 役）                         | -                                                   | -                                                                     |
| 第4回                              | 2019年1月30日      | 水曜日 | 21:00 - 23:00 | 村民代表南川（MC） フェアリーまお（ナビゲーター）                                                | 高野麻里佳（鬼束千穂 役） 大野柚布子（ベルル 役）                     | 利根川貴之（作詞・作曲家） PandaBoY（作詞・作曲家） | -                                                                     |
| 第5回                              | 2019年2月25日      | 月曜日 | 20:00 - 22:00 | 村民代表南川（MC） フェアリーまお（ナビゲーター）                                                | 佳村はるか（織宮結衣 役） 長妻樹里（我妻恋 役）                       | やしきん（作詞・作曲家） 園田健太郎（作詞・作曲家） | -                                                                     |
| 第6回                              | 2019年4月1日[* 31] | 月曜日 | 19:00 - 21:00 | 村民代表南川（MC） フェアリーまお（ナビゲーター）                                                | 青木瑠璃子（中田ナタリー 役） 長縄まりあ（臼井未幸 役）               | 長妻樹里（我妻恋 役） PA-NON（作詞家）              | -                                                                     |
| 第7回                              | 2019年4月26日      | 金曜日 | 20:00 - 22:00 | 村民代表南川（MC） フェアリーまお（ナビゲーター）                                                | 安済知佳（天堂真知 役） 大空直美（橘直美 役）                         | -                                                   | -                                                                     |
| 第8回                              | 2019年5月30日      | 木曜日 | 20:00 - 22:00 | 山内もえ（メインMC） 村民代表南川（サブMC） フェアリーまお（ナビゲーター）                       | 木戸衣吹（西園寺玲 役） 和氣あず未（水島愛梨 役）                     | 長妻樹里（我妻恋 役） PA-NON（作詞家）              | -                                                                     |
| 第9回                              | 2019年6月21日      | 金曜日 | 20:00 - 22:00 | 山内もえ（メインMC） 村民代表南川（サブMC） フェアリーまお（ナビゲーター）                       | 立花理香（メーヤ 役） 大野柚布子（ベルル 役）                         | -                                                   | -                                                                     |
| 第10回                             | 2019年8月26日      | 月曜日 | 20:00 - 22:00 | 山内もえ（メインMC） 村民代表南川（サブMC） 立花理香（メーヤ 役） フェアリーまお（ナビゲーター） | 長妻樹里（我妻恋 役）                                                 | -                                                   | くりP（オルガル2プロデューサー）                                      |
| 第11回                             | 2019年9月27日      | 金曜日 | 20:00 - 22:00 | 山内もえ（メインMC） 村民代表南川（サブMC） 立花理香（メーヤ 役） フェアリーまお（ナビゲーター） | 大野柚布子（ベルル 役）                                               | -                                                   | くりP（オルガル2プロデューサー） 筒井豊（クリエイティブディレクター） |
| 第12回                             | 2019年10月25日     | 金曜日 | 20:00 - 22:00 | 山内もえ（メインMC） 村民代表南川（サブMC） 立花理香（メーヤ 役） フェアリーまお（ナビゲーター） | 木戸衣吹（西園寺玲 役）                                               | -                                                   | くりP（オルガル2プロデューサー） 筒井豊（クリエイティブディレクター） |
| 第13回                             | 2019年11月29日     | 金曜日 | 20:00 - 22:00 | 山内もえ（メインMC） 村民代表南川（サブMC） 立花理香（メーヤ 役） フェアリーまお（ナビゲーター） | 大空直美（橘直美 役）                                                 | -                                                   | くりP（オルガル2プロデューサー） 筒井豊（クリエイティブディレクター） |
| 第14回                             | 2019年12月27日     | 金曜日 | 20:00 - 22:00 | 山内もえ（メインMC） 村民代表南川（サブMC） 立花理香（メーヤ 役） フェアリーまお（ナビゲーター） | 高野麻里佳（鬼束千穂 役）                                             | -                                                   | 筒井豊（クリエイティブディレクター）                                  |
| 第15回                             | 2020年1月17日      | 金曜日 | 20:00 - 22:00 | 山内もえ（メインMC） 村民代表南川（サブMC） 立花理香（メーヤ 役） フェアリーまお（ナビゲーター） | 橋本ちなみ（広瀬こはる 役）                                           | -                                                   | くりP（オルガル2プロデューサー） 筒井豊（クリエイティブディレクター） |
| 第16回                             | 2020年2月27日      | 木曜日 | 20:30 - 22:30 | 山内もえ（メインMC） 村民代表南川（サブMC） 立花理香（メーヤ 役） フェアリーまお（ナビゲーター） | 和氣あず未（水島愛梨 役） 長縄まりあ（臼井未幸 役） （※立花理香休演） | -                                                   | 筒井豊（クリエイティブディレクター）                                  |
| 第17回                             | 2020年3月26日      | 木曜日 | 20:30 - 22:30 | 山内もえ（メインMC） 村民代表南川（サブMC） 立花理香（メーヤ 役） フェアリーまお（ナビゲーター） | 安済知佳（天堂真知 役）                                               | -                                                   | くりP（オルガル2プロデューサー） 筒井豊（クリエイティブディレクター） |
| 第18回                             | 2020年4月24日      | 金曜日 | 20:00 - 22:00 | 山内もえ（メインMC） 村民代表南川（サブMC） 立花理香（メーヤ 役） フェアリーまお（ナビゲーター） | 青木瑠璃子（中田ナタリー 役）[* 32]                                   | -                                                   | くりP（オルガル2プロデューサー） 筒井豊（クリエイティブディレクター） |
| 第19回                             | 2020年5月29日      | 金曜日 | 20:00 - 22:00 | 山内もえ（メインMC） 村民代表南川（サブMC） 立花理香（メーヤ 役） フェアリーまお（ナビゲーター） | 高野麻里佳（鬼束千穂 役）[* 32]                                       | -                                                   | くりP（オルガル2プロデューサー） 筒井豊（クリエイティブディレクター） |
| 第20回                             | 2020年6月26日      | 金曜日 | 20:00 - 22:00 | 山内もえ（メインMC） 村民代表南川（サブMC） 立花理香（メーヤ 役） フェアリーまお（ナビゲーター） | 大空直美（橘直美 役）[* 32]                                           | -                                                   | くりP（オルガル2プロデューサー） 筒井豊（クリエイティブディレクター） |
| これ以降は不定期特別番組として放送 |                    |        |               |                                                                                                  |                                                                       |                                                     |                                                                       |
| 第21回 [* 33]                      | 2020年10月29日     | 木曜日 | 20:00 - 22:00 | 立花理香（MC・メーヤ 役） フェアリーまお（ナビゲーター） 山内もえ 村民代表南川                   | 竹達彩奈（悠木美弥花 役） 和氣あず未（水島愛梨 役）                   | -                                                   | くりP（オルガル2プロデューサー） 筒井豊（クリエイティブディレクター） |
| 第22回 [* 33]                      | 2021年2月26日      | 金曜日 | 20:00 - 22:00 | 立花理香（MC・メーヤ 役） フェアリーまお（ナビゲーター） 山内もえ 村民代表南川                   | 大空直美（橘直美 役） 大野柚布子（ベルル 役）                         | -                                                   | くりP（オルガル2プロデューサー） 筒井豊（クリエイティブディレクター） |
特別回（周年イベントなど）
| 放送タイトル                                                      | 放送日        | 曜日   | 放送時間                                    | 出演者 | ゲスト声優 |
| ----------------------------------------------------------------- | ------------- | ------ | ------------------------------------------- | --- | --- |
| オルガルステーション 出張ステージ in 3rd Anniversary Summer Party | 2019年7月13日 | 土曜日 | 昼の部：14:00 - 15:30 夜の部：17:30 - 19:00 | 百花繚乱（ステージMC） 山内もえ（アシスタント） 村民代表南川（アシスタント） | 橋本ちなみ（広瀬こはる 役） 長妻樹里（我妻恋 役） 大野柚布子（べルル 役） 立花理香（メーヤ 役） |
| オルガルステーション4周年記念特別番組                             | 2020年7月17日 | 金曜日 | 第1部：19:00 - 20:30 第2部：21:00 - 22:30   | 立花理香（メーヤ 役・特番メインMC） フェアリーまお（オルガル2広報） くりP（オルガル2プロデューサー） 筒井豊（クリエイティブディレクター） | 橋本ちなみ（広瀬こはる 役）(第1部) 本渡楓（吉良小百合 役）(第1部) 大空直美（橘直美 役）(第2部) 大野柚布子（べルル 役）(第2部) |
| オルガルステーション メモリアル特別番組【最終回】                 | 2021年8月20日 | 金曜日 | 20:00 - 23:00[* 34]                         | 立花理香（メーヤ 役・メインMC） 大空直美（橘直美 役） 佳村はるか（織宮結衣 役） 安済知佳（天堂真知 役） 村民代表南川 山内もえ フェアリーまお（オルガル2広報） くりP（オルガル2プロデューサー） 筒井豊（クリエイティブディレクター） 高野麻里佳（鬼束千穂 役）（ビデオレター出演） 本渡楓（吉良小百合 役）（ビデオレター出演） 大野柚布子（べルル 役）（ビデオレター出演） | 立花理香（メーヤ 役・メインMC） 大空直美（橘直美 役） 佳村はるか（織宮結衣 役） 安済知佳（天堂真知 役） 村民代表南川 山内もえ フェアリーまお（オルガル2広報） くりP（オルガル2プロデューサー） 筒井豊（クリエイティブディレクター） 高野麻里佳（鬼束千穂 役）（ビデオレター出演） 本渡楓（吉良小百合 役）（ビデオレター出演） 大野柚布子（べルル 役）（ビデオレター出演） |
| オルタナティブガールズ2 7周年記念 オルガル同窓会                  | 2023年7月30日 | 日曜日 | 19:30 - 20:30                               | 立花理香（メーヤ 役） 村民代表南川 山内もえ くりP（オルガル2プロデューサー） 筒井豊（クリエイティブディレクター） フェアリーまお（オルガル2広報） | 立花理香（メーヤ 役） 村民代表南川 山内もえ くりP（オルガル2プロデューサー） 筒井豊（クリエイティブディレクター） フェアリーまお（オルガル2広報） |
| オルタナティブガールズ 8周年記念生放送                            | 2024年8月31日 | 土曜日 | 18:00 - 19:30                               | 立花理香（メーヤ 役） 大野柚布子（ベルル 役） 村民代表南川 山内もえ くりP（オルガル2プロデューサー） 筒井豊（クリエイティブディレクター） | 立花理香（メーヤ 役） 大野柚布子（ベルル 役） 村民代表南川 山内もえ くりP（オルガル2プロデューサー） 筒井豊（クリエイティブディレクター） |
| オルタナティブガールズ 9周年記念生放送                            | 2025年9月27日 | 土曜日 | 19:30 -                                     | 立花理香（メーヤ 役） 長妻樹里（我妻恋 役） 村民代表南川 くりP（オルガル2プロデューサー） 筒井豊（クリエイティブディレクター） | 立花理香（メーヤ 役） 長妻樹里（我妻恋 役） 村民代表南川 くりP（オルガル2プロデューサー） 筒井豊（クリエイティブディレクター） |
現在のコーナー
- キャプテンミーティング（第1回 - ） - キャプテンの皆さんと一緒にオルガル2の様々なことを決めていくコーナー。「1コマ漫画コンテスト」や「作戦ルームコンテスト」の結果発表はこのコーナーで行われる。第10回以降、定期的にくりPも登場している。

| キャプテンミーティング内容   | 詳細 |
| ---------------------------- | --- |
| 仲良し機能のペア             | 事前にペア候補を公式Twitterで募集、また、第1回番組放送中にニコ生のコメント等でも募集。 様々な案の中から、第2回の放送で「千穂＆未幸」のペアが決定した。第3回ではカード絵のイラストラフ、第4回では衣装デザインが公開された。                                                                                               |
| 新称号                       | 新しい称号のアイディアをTwitterにて募集、また、第3回番組放送中にニコ生のコメント等でも募集。 第8回にて親密度称号の追加が発表された。 |
| 我妻恋キャラソンプロジェクト | 第4回のオルガルインフォメーションにて発表された。我妻恋役の長妻樹里自身が作詞作曲の恋のキャラソンを制作する。Twitterにて、どんな曲になってほしいかなどの意見を募集。以降、作詞・作曲家の方々をゲストに迎え、楽曲制作についての話を伺った。 その後、3周年記念イベントにて完成が発表され、会場限定のライブにて披露された。 |
| オルガル3周年ランキング案    | オルガル3周年を迎えるにあたって、3周年を記念したランキング企画の部門を第9回番組放送中にニコ生のコメント等で募集。 その後、Web投票フォームにて投票受付し、3周年記念イベント夜の部にて結果が発表された。 |
| キャプテンからのリクエスト   | 第8回にて山内もえが募集していたキャプテンからのリクエスト(要望)を紹介。以降、進捗が報告されている。実際に要望が実装されたものもある。 また、Twitterハッシュタグ「#オルガルおねだり」で要望を募集している。 |
| キャプテンからのリクエスト一覧                                         | 進捗        | 詳細 |
| ---------------------------------------------------------------------- | ----------- | --- |
| 撮影の際の「ポーズ」を追加してほしい                                   | 実装済      | ver4.2.0のアップデートにてパートナーpt交換所が新設され、2019年9月30日より交換所にポーズが追加された。 |
| 親密度の上限を上げてほしい                                             | 実装済      | 2019年7月20日より親密度上限がLv60からLv70に上限開放された。なお、今後も上限開放されていく予定である。 |
| 過去のログボ衣装が欲しい(セレクトドレスチケットと交換)                 | 実装済      | 2019年6月30日よりセレクトドレスチケット交換所(現在はログボ衣装交換所)に過去のログボ衣装を追加。以降、毎月月末更新日に衣装が追加されている。 |
| 才能開花をもっとスムーズにできるようにしてほしい                       | 実装済      | ver4.1.0のアップデートにて才能開花時の演出スキップが実装された。演出時に画面をタップすることで演出をスキップすることができる。 |
| 過去のドレスチップ衣装を入手できるようにしてほしい                     | 実装済      | 2019年12月中旬より「復刻ドレスチップ交換所」を開催。また、2019年3月13日よりドレスチップチップの期限がなくなり、ドレスチップ交換所が常設化。交換所には衣装(過去にドレスチップで登場したもの)などが追加される予定である。                                      |
| 髪型をもっといろいろ出してほしい(＆獲得しやすくしてほしい)             | 実装済      | 髪型変更ができるガチャの☆4メンバーやミラクルトレジャーガチャ(旧：アイテム福引所)などは引き続き開催されている(登場している)。また、「ミラクルトレジャーガチャ」のSTEP確定報酬で、過去に登場したメンバーの髪型などと交換できる「復刻髪型チケット」が登場した。 |
| 過去のコラボを復刻してほしい                                           | 実装済      | 2019年11月開催の「To LOVEる -とらぶる- ダークネス」とのコラボで、前回(2018年2月)開催のコラボガチャ・コラボイベントメンバーが復刻された。 |
| スタミナ倍消費モードの上限変更                                         | 実装済      | 2020年2月29日より倍消費の上限が3倍から5倍まで変更された。 |
| チャームシールをサブパラメータで並べ替えられるようにしてほしい         | 実装済      | 2020年3月27日のver4.8.0のアップデートにて実装された。 |
| 衣装をもっと探しやすくしてほしい                                       | 実装済      | 2020年3月27日のver4.8.0のアップデートにて衣装名の検索機能、衣装のお気に入り機能が実装された。 |
| メーヤにもVRライブを追加してほしい                                     | 実装済      | 2020年3月27日に実装された。メーヤ役の立花理香の実演による演出となっている。 |
| 誕生日に推しメンバーからの「おめでとう♡」メッセージがほしい            | 実装済      | 2020年4月1日実装。2020年4月1日以降の初回ログイン時に誕生日設定画面が表示され、設定された誕生日にメンバーからのお祝いボイスやストーリーを見ることができる。                                                                                                   |
| 普通の私服やデート服が欲しい(ガチャorログボ)                           | 実装済      | 新モチーフ「デートシリーズ」として2021年5月より実装。 |
| タワー終了後もランキングや点数を見られるようにしてほしい               | 一部 実装済 | 各色タワーが最後に開催された時の自分の順位を見ることができる。 |
| オルステルーレットのアイテムをリニューアルしてほしい                   | 済          | このリクエストが出たタイミング(第10回)で、偶然リニューアルが重なった形となった。 |
| トレーニング中のオルタナも撮影できるようにしてほしい                   | 検討中      | - |
| べルルにもVRライブを追加してほしい                                     | 検討中      | - |
| 作戦ルームのLike総数に応じた称号を作って欲しい                         | 検討中      | - |
| 他のオルタナと同じポーズを取れるようにしてほしい                       | 検討中      | - |
| (撮影で)座りや寝転がっているときにも表情の指示ができるようにしてほしい | 検討中      | - |
その他のアップデート対応予定
| アップデート対応内容 | 詳細 |
| 実装済               | 実装済 |
| -------------------- | --- |
| 邂逅クエスト常時開催 | 2020年2月29日より常時開催に変更され以降も常時開催の予定だったが、この常時開催にともない通常の「暁の聖域」が今後開催されない方針であった。運営事務局側としても「邂逅クエスト」と通常の「暁の聖域」を同時開催したいと考えていたが、現在のシステムの都合上、同時開催をすることが出来なかったためである。 その結果、ユーザーの意見・要望を参考に運営事務局内で協議を行い、2020年3月16日以降は以前のスケジュールに基づき開催することとなったため、邂逅クエスト常時開催は一旦取り消された。また、当初は2020年5月末頃のアップデートを目処に同時開催ができるように改修予定であったが、2020年4月末のアップデートで同時開催ができるようになった。 |
| 暁の聖域クエスト     | 前述の「邂逅クエスト常時開催」の対応にともない、2020年3月16日より「ドロップ量の上方修正」と「邂逅の鍵1本と聖域の鍵2本を交換できるように交換所に追加」の2点が対応された。 |
| ドレスチップ引き継ぎ | 2019年3月13日よりドレスチップチップの期限がなくなり、ドレスチップ交換所が常設化。交換所には衣装(過去にドレスチップで登場したもの)やポーズなどが追加される予定である。また、引き継ぎ可能になったため、今後追加される衣装などとも交換することができるようになる。 |
| タワー・コロシアム   | 2020年3月31日より開催頻度を「タワー：月2回・コロシアム：月1回」に変更、タワーにEXステージを1フロア追加、クリア済フロア引き継ぎを5階から7階までに変更。開催頻度変更に伴う報酬総量は大きく変わらないように調整されている。 |
| 決定済               | |
| -                    | 現在は特になし |
オルガル♡裏側のぞき見コーナー（第11回 - ） - オルガルの開発のウラ側を紹介していくコーナー。このコーナーでは、オルガル2でクリエイティブディレクターを担当している筒井豊(ファンミーティング内では"ミント"と呼ばれていた)が登場し開発秘話などを紹介。
| 回数                     | 内容                    | 詳細 |
| ------------------------ | ----------------------- | --- |
| 第1回（オルステ第11回）  | スキル演出の作り方      | スキル演出の制作にあたってのアイデア出し、衣装の三面図やスキル演出の絵コンテ、アニメーション、エフェクトなどを紹介。 |
| 第2回（オルステ第12回）  | VRライブの作り方        | VRライブを作る上での制作の流れ、演出の決め方やダンス・モーション・エフェクト・ライトなどを紹介。11月末に実装予定(放送時は実装前)の西園寺玲のVRライブの制作途中の映像も公開された。                                                                                     |
| 第3回（オルステ第13回）  | イラストの作り方        | カードイラストの制作にあたっての衣装デザイン、シチュエーション決めなどを紹介。放送日翌日(11月30日)より開催されたガチャに登場する、☆4メンバーのクリスマスこはる・クリスマス詩音の衣装の三面図などが公開された。                                                         |
| 第4回（オルステ第14回）  | VRライブの作り方        | VRライブを作る上での制作の流れ、演出の決め方やダンス・モーションなどを紹介。メーヤ役の立花理香の実演による演出となるメーヤのVRライブ(2020年3月末実装予定)のモーションキャプチャー収録時の映像も公開された。                                                            |
| 第5回（オルステ第15回）  | 3.5周年記念制作物の裏側 | 3.5周年記念で開催されるガチャに登場する、☆4メンバーの若菜・メーヤの衣装のイラスト・衣装デザイン・三面図・スキル演出・スキル演出の絵コンテなどを紹介。 |
| 第6回（オルステ第16回）  | VRライブの作り方        | VRライブを作る上での制作の流れ、演出の決め方やダンス・モーションなどを紹介(メーヤのVRライブ中心)。メーヤのVRライブ(2020年3月末実装予定)の完成間近の映像も公開された。                                                                                                  |
| 第7回（オルステ第17回）  | 新コンテンツについて    | 現在制作されている「新コンテンツ」についての情報を公開。この回ではコンセプトが発表され、オルタナたちを癒す機能として「マッサージ」と新たなご褒美として「VR添い寝」が発表された。コーナー内では、制作するに至った経緯などが紹介された。                                 |
| 第8回（オルステ第18回）  | 新コンテンツについて    | この回では「オルガル♡裏側のぞき見コーナー」として紹介されていないが、便宜上このコーナーに集約して記載する。 現在制作されている「新コンテンツ」についての情報を公開。この回ではさらに詳細が発表され、「妃十三グランプリ」と「マッサージ(VR添い寝＆ASMR)」が発表された。 |
| 第9回（オルステ第19回）  | 新コンテンツについて    | この回でも「オルガル♡裏側のぞき見コーナー」として紹介されていないが、便宜上このコーナーに集約して記載する。 現在制作されている「新コンテンツ」についての情報を公開。この回では「マッサージ」と「ASMR」についての詳細が発表された。                                     |
| 第10回（オルステ第20回） | 新コンテンツについて    | この回でも「オルガル♡裏側のぞき見コーナー」として紹介されていないが、便宜上このコーナーに集約して記載する。 |
- 小出真央のオルガル2 フェアリー講座（第8 - 11回、第14、15、18、20回） - ゲームに関する分からない事や、今さら聞けない事をフェアリーまおがじっくり解説していくコーナー。

| 回数                  | フェアリー講座内容                                   | 詳細 |
| --------------------- | ---------------------------------------------------- | --- |
| 第1回(オルステ第8回)  | "行動ゲージ"どう活用すれば良い？                     | 行動ゲージの仕組みや、バーチャルタワーTypeGでの活用法を紹介。 |
| 第2回(オルステ第9回)  | メインストーリー第2部の ストーリーのココがわからん！ | メインストーリー第2部で登場する用語や、ガデナの目的などを紹介。 |
| 第3回(オルステ第10回) | 夏休み特別企画！VR水鉄砲について                     | この回のみ「オルガル2 メロもえフェアリー講座」として放送。VR水鉄砲攻略のコツや実装予定(放送時は実装前)のビギナーモード・写真撮影機能を紹介。                              |
| 第4回(オルステ第11回) | 新イベント「選抜！わちゃわちゃ紅白戦」について       | 2019年10月中頃より実装予定(放送時は実装前)の新イベント「選抜！わちゃわちゃ紅白戦」についての遊び方や実際にプレイしている様子を開発端末を使って紹介。                      |
| 第5回(オルステ第14回) | 天月メンバーのダメージについて                       | 天月メンバーのダメージについて、究極・超越・至極などの最大ダメージを調査したものを紹介。                                                                                  |
| 第6回(オルステ第15回) | VR水鉄砲 新ごほうびモードについて                    | この回のみ「フェアリー講座 with オルタナチャレンジ」として放送。2020年1月20日より実装予定(放送時は実装前)のVR水鉄砲の新しいごほうびモード「フライングメロ」について紹介。 |
| 第7回(オルステ第18回) | 新コンテンツ「妃十三グランプリ」について             | - |
| 第8回(オルステ第20回) | 「妃十三グランプリ」についての解説                   | - |
- フォンテーヌ家 再興への道（第11 - 17回） - 立花理香による立花理香のためのコーナー。旧コーナー名は「メヤメヤステーション」。オルステ第10回では、ゲストとして登場した際(第2回)に挑戦したバーチャルタワーのリベンジとしてバーチャルコロシアムに挑戦したが、チャレンジ失敗となり、第11回からは「フォンテーヌ家 再興への道」としてオルガル2を新たに0からスタートしてプレイし、フォンテーヌ家を再興していく企画となった。
第18回以降新型コロナウイルスの感染拡大防止で立花がリモートでの出演となっており、ゲーム画面をキャプチャすることが技術的に不可能なため一旦休止されている。
- オルタナチャレンジ（第1回 - ） - 立花理香とゲスト声優がお題に挑戦するコーナー。この挑戦をクリアすると「オルステBINGO」用のポイントが1万ポイント追加される。
- メロメロ♡もえコーデ（第9、10回） - フリーモデルの山内もえが、オルガルの撮影機能を使って好きなキャラを、好きに着替えさせて、好きなポーズで撮影するコーナー。
- 村民代表南川 キャプテンへの道（第1 - 7回、第16回） - 新米キャプテンである村民代表南川がキャプテンの皆さんの力をお借りしながら真のキャプテンへ成長していくコーナー。このコーナーは村民代表南川とフェアリーまおの2人で進行していた。第7回を最後に行われていなかったが、立花理香が休演となった第16回にて久々に行われた。
- オルガルインフォメーション（第1回 - ） - オルガル2の未発表含む最新情報をお届けするコーナー。

過去のコーナー
- 今日から始める オルガル2（第1 - 7回） - ゲスト声優が演じるキャラの紹介やオルガル2のゲーム内機能についての紹介をするコーナー。第1回から第3回までのタイトルは「今から始める オルガル2」。
- 我妻恋キャラソンプロジェクト（第5、6、8回） - 前述の通り、我妻恋役の長妻樹里自身が作詞作曲の恋のキャラソンを制作するプロジェクト。第5、6回は「キャプテンミーティング」内、第8回は単独コーナーとして実施。

## 『オルタナティブガールズAR(オルガルAR)』
2016年12月29日より配信。専用マーカーにカメラをかざすと、スマホにオルタナ達が出現する。対応しているマーカーは、コミックマーケット91等のイベント開催時に配布されたものや、公式サイトから対応マーカーを閲覧することができる。
オルガルARアプリに使用しているサービスの契約による都合上、2020年11月30日をもってオルガルARアプリの提供を終了。提供終了後までにアプリをインストールしていた場合は、提供終了後も起動して遊ぶことができる。ver5.5.0のアップデートより、事実上の後継コンテンツとして「AR撮影機能」がゲーム内にて実装されている。

## コラボレーション
- ご注文はうさぎですか??

開催期間：2016年12月21日～2017年1月23日
コラボガチャのほか、コラボログインボーナスを開催。また、コラボテレビCMも放映。
- スクールガールストライカーズ

開催期間：2017年2月17日～3月7日
コラボログインボーナス「モシュネ＆しずくpresents スクスト×オルガル 制服交換しちゃったコラボ！」を開催。
公式Twitter同士のやり取りから始まったコラボ企画。スクストサイドでは妃十三学園の制服、オルガルサイドでは五稜館学園の制服がログインボーナスとして配布。
- 進撃の巨人

開催期間：2017年3月17日～3月31日
コラボガチャのほか、コラボイベント、コラボログインボーナスを開催。コラボイベントでは、超大型巨人がボスとして登場。
- ソード・オラトリア ダンジョンに出会いを求めるのは間違っているだろうか外伝

開催期間：2017年4月30日～5月19日
コラボガチャ、コラボイベント、コラボログインボーナスを開催。コラボイベントでは、ミノタウロスがボスとして登場。
- Re:ゼロから始める異世界生活

開催期間：2017年8月31日～9月23日
コラボガチャ、コラボイベント、コラボログインボーナスを開催。コラボガチャでは、☆4メンバーの小百合を獲得するとエミリア、乃々を獲得するとレムをホームや撮影機能、ARカメラに登場させることが可能。
コラボイベントでは、ペテルギウス・ロマネコンティがボスとして登場。コラボログインボーナスでは、各メンバーに着替えさせると、エミリアをホームや撮影機能に登場させることが可能。また、コラボテレビCMも放映。
- To LOVEる -とらぶる- ダークネス

開催期間：2018年1月31日～2月27日
コラボガチャ、コラボイベント、コラボログインボーナスを開催。コラボガチャでは、☆4メンバーの結衣を獲得すると金色の闇、日奈を獲得するとモモ、☆3メンバーの真知を獲得すると唯をホームや撮影機能、ARカメラに登場させることが可能。また、☆4メンバーはVRラウンジにも登場させることが可能。
コラボイベントでは、ネメシスがボスとして登場。
- この素晴らしい世界に祝福を！2

開催期間：2018年4月30日～5月30日
コラボガチャ、コラボイベント、コラボログインボーナスを開催。コラボガチャでは、☆4メンバーのシルビアを獲得するとめぐみん、恋を獲得するとアクアをホームや撮影機能、ARカメラに登場させることが可能。また、☆4メンバーのカードストーリーはVRモードで楽しむことが可能。
コラボイベントでは、キャベツがボスとして登場。
- とある魔術の禁書目録III

開催期間：2018年10月31日～11月29日
コラボガチャ、コラボイベント、コラボログインボーナスを開催。コラボガチャでは、☆4メンバーの結衣を獲得するとインデックス、千穂を獲得すると御坂美琴をホームや撮影機能、ARカメラに登場させることが可能。また、☆4メンバーのカードストーリーはVRモードで楽しむことが可能。
コラボイベントでは、一方通行がボスとして登場。また、イベント交換所にてコラボ家具が登場。作戦ルームに設置すると、インデックス、御坂美琴が作戦ルームに登場する。さらに、☆4メンバーをそれぞれ獲得していると、コラボメンバーがいつでも作戦ルームに登場するようになる。
- ダンジョンに出会いを求めるのは間違っているだろうか

開催期間：2019年2月28日～3月30日
コラボガチャ、コラボイベント、コラボログインボーナスを開催。コラボガチャでは、☆4メンバーの若菜を獲得するとヘスティア、詩音を獲得するとアイズをホームや撮影機能、ARカメラに登場させることが可能。
コラボイベントでは、階層主がボスとして登場。また、イベント交換所にてコラボ家具が登場。作戦ルームに設置すると、ヘスティア、アイズが作戦ルームに登場する。さらに、☆4メンバーをそれぞれ獲得していると、コラボメンバーがいつでも作戦ルームに登場するようになる。
- ありふれた職業で世界最強

開催期間：2019年8月31日～9月30日
コラボログインボーナス、コラボ衣装販売を開催。コラボログインボーナスでは「ユエの私服」、コラボ衣装販売では「シアの冒険服」「香織の僧服」が登場。
- 戦姫絶唱シンフォギアAXZ

開催期間：2019年9月30日～10月31日
コラボログインボーナス、コラボ衣装販売を開催。コラボログインボーナスでは「私立リディアン音楽院の夏制服」、コラボ衣装販売では「響のギア」「クリスのギア」が登場。
- To LOVEる -とらぶる- ダークネス

開催期間：2019年10月31日～11月29日
コラボガチャ、コラボイベント、コラボログインボーナス、コラボ衣装販売を開催。コラボガチャでは、☆4メンバーの小百合を獲得するとヤミ、乃々を獲得するとモモをホームや撮影機能、ARカメラに登場させることが可能。
コラボイベントでは、ネメシスがボスとして登場。また、イベント交換所にてコラボ家具が登場。作戦ルームに設置すると、ヤミ、モモが作戦ルームに登場する。さらに、☆4メンバーをそれぞれ獲得していると、コラボメンバーがいつでも作戦ルームに登場するようになる。
コラボ衣装販売では「ヤミの水着」「モモの水着」が登場。☆4メンバーの小百合、乃々を獲得していた場合、それぞれ「ヤミの水着」を着用したヤミ、「モモの水着」を着用したモモでVR水鉄砲をプレイすることができる。さらに、今回のコラボでは2018年1月31日～2月27日に開催されたコラボ第1弾の復刻も開催。コラボ第1弾のガチャメンバー（☆4結衣、☆4日奈、☆3真知、☆2ナタリー）、コラボイベントメンバー（☆3乃々、☆2恋）やコラボイベントストーリー、コラボログインボーナス衣装も復刻された。コラボログインボーナス衣装は前回配布していなかった若菜、べルル、メーヤの衣装も交換することができた。
- Re:ゼロから始める異世界生活

開催期間：2020年2月29日～3月30日
コラボガチャ、コラボイベント、コラボログインボーナスを開催。コラボガチャでは、☆4メンバーの未幸を獲得するとエミリア、結衣を獲得するとレムをホームや撮影機能、ARカメラに登場させることが可能。
コラボイベントでは、ペテルギウス・ロマネコンティがボスとして登場。また、イベント交換所にてコラボ家具が登場。作戦ルームに設置すると、エミリア、レムが作戦ルームに登場する。さらに、☆4メンバーをそれぞれ獲得していると、コラボメンバーがいつでも作戦ルームに登場するようになる。
- ガールフレンド（仮）

開催期間：2020年5月31日～6月29日
コラボガチャ、コラボイベント、コラボログインボーナスを開催。コラボガチャでは、☆4メンバーの千穂を獲得すると文緒、若菜を獲得するとクロエをホームや撮影機能、ARカメラ、VR水鉄砲に登場させることが可能。また、☆4メンバーはツインドレス仕様となっており、千穂を獲得すると「文緒のナイトプール水着」「文緒の私服コーデ」、若菜を獲得すると「クロエの海水浴水着」「クロエの私服コーデ」の2着を入手することができる。
コラボイベントでは、村上文緒、クロエ・ルメールに加え、椎名心実が音声のみで登場。
コラボ衣装販売では「聖櫻学園3年生の水遊び制服」が登場。また、公式Twitterによる相互リツイートキャンペーンも開催。
- 結城友奈は勇者である

開催期間：2020年10月31日～11月13日
コラボガチャ、コラボイベント、コラボログインボーナスを開催。コラボガチャでは、☆4メンバーの美弥花を獲得すると友奈、詩音を獲得すると園子をホームや撮影機能、ARカメラに登場させることが可能。また、☆4メンバーはツインドレス仕様となっており、美弥花を獲得すると「友奈の勇者服」「友奈の満開服」、詩音を獲得すると、「園子の勇者服」「園子の満開服」の2着を入手することができる。
コラボイベントでは、結城友奈、乃木園子が登場。
- ご注文はうさぎですか??（復刻コラボ）

開催期間：2020年11月27日～12月6日
2016年12月に開催した『ご注文はうさぎですか？？』コラボガチャを復刻開催。☆4メンバーのつむぎ、☆3メンバーの詩音に才能開花(才能盤)と衣装盤を追加。
- ガールフレンド（仮）（復刻コラボ）

開催期間：2020年12月19日～12月31日
2020年6月に開催した『ガールフレンド（仮）』コラボガチャを復刻開催。☆4メンバーの若菜、千穂に衣装盤を追加。
- To LOVEる -とらぶる- ダークネス

開催期間：2021年2月28日～3月30日
コラボガチャ、コラボイベント、コラボログインボーナスを開催。コラボガチャでは、☆4メンバーの千穂を獲得するとヤミ、未幸を獲得すると唯をホームや撮影機能、ARカメラに登場させることが可能。また、☆4メンバーを獲得すると登場するコラボメンバーは「マッサージ」と「ASMR」に対応している。
コラボイベントでは、ネメシスがボスとして登場。
さらに、今回のコラボでは2018年1月31日～2月27日に開催されたコラボ第1弾および、2019年10月31日～11月29日に開催されたコラボ第2弾の復刻も開催。コラボ第1弾のガチャメンバー（☆4結衣、☆4日奈、☆3真知、☆2ナタリー）、コラボイベントメンバー（☆3乃々、☆2恋）、コラボ第2弾のガチャメンバー（☆4小百合、☆4乃々、☆3美弥花、☆2直美）、コラボイベントメンバー（☆3千穂、☆2玲）やコラボイベントストーリー、コラボログインボーナス衣装も復刻された。
- ガールフレンド（仮）

開催期間：2021年4月12日～4月29日
コラボガチャ、コラボイベントを開催。コラボガチャでは、☆4メンバーの小百合を獲得すると心実、日奈を獲得すると陽歌をホームや撮影機能、ARカメラに登場させることが可能。☆4メンバーはツインドレス仕様となっており、小百合を獲得すると「心実の私服」「心実のフラワー水着」、日奈を獲得すると「陽歌の私服」「陽歌のナイトプール水着」の2着を入手することができる。また、☆4メンバーを獲得すると登場するコラボメンバーは「マッサージ」と「ASMR」に対応している。
コラボイベントでは、椎名心実、風町陽歌が登場。
さらに、今回のコラボでは2020年5月31日～6月29日に開催されたコラボ第1弾の復刻も開催。コラボ第1弾のガチャメンバー（☆4千穂、☆4若菜、☆3愛梨、☆2ナタリー）、コラボイベントメンバー（☆3結衣、☆2日奈）やコラボイベントストーリー、コラボログインボーナス衣装も復刻された。
- ガールフレンド（仮）（ガールフレンド（仮）側のみ）

開催期間：2021年9月18日～9月27日
ガールフレンド（仮）側でのみのコラボレーション。小百合、美弥花、詩音、若菜がコラボ先にて登場。
- IDOLY PRIDE（IDOLY PRIDE 側のみ）

開催期間：2021年9月28日～11月30日
IDOLY PRIDE 側でのみのコラボレーション。「IDOLY PRIDE」のゲーム内で、「オルタナティブガールズ2」の「ラウンジ」と「丘」を再現したコラボ撮影背景「月森の丘」が登場。
「IDOLY PRIDE」に登場する長瀬琴乃と川咲さくらが「ルナリア」をカバーしており、曲にあわせてダンスをする様子を撮影することができる。
また、「IDOLY PRIDE」のチュートリアルを突破し、「IDOLY PRIDE」のマネージャーIDと「オルタナティブガールズ2」のユーザーIDをフォームに入力することで「ドリームチケット」がゲットできるキャンペーンも開催予定。

## イベント
2016年
| イベント名                            | 開催期間              | 会場                                                       | 概要 | ステージ・生放送等出演者 |
| ------------------------------------- | --------------------- | ---------------------------------------------------------- | --- | --- |
| マチ★アソビ vol.16                    | 2016年5月3日 - 5日    | 徳島市 西公園ステージ・しんまちボードウォーク              | ブース出展のほか、VR体験会も実施。 また、西公園ステージにて「オルタナティブガールズ」トークショーが行われた[1]。                       | 【ステージ出演者】 伊藤美来（朝比奈乃々 役） 橋本ちなみ（広瀬こはる 役） がっきーP（高垣佳晃・初代オルガルプロデューサー） |
| コミックマーケット90                  | 2016年8月12日、13日   | 東京ビッグサイト 西1ホール ブースNo.1111                   | ブース出展のほか、VR体験会も実施[153]。                                                                                                | なし |
| 東京ゲームショウ2016                  | 2016年9月15日 - 18日  | 幕張メッセ HALL8-N02 他                                    | ブース出展のほか、「ファミ通ブース」および「ゲームの電撃」にて「オルタナティブガールズ 公式生放送」が行われた[154]。                   | 【ファミ通ブース(15日)生放送出演者】 がっきーP（高垣佳晃・初代オルガルプロデューサー）他 【ゲームの電撃(16日)生放送出演者】 遠藤ゆりか（水島愛梨 役） カズ（電撃オンライン） 【ファミ通ブース(17日)生放送出演者】 橋本ちなみ（広瀬こはる 役） マッスル宮崎（ゲーム実況者） マルコP（オルコミプロデューサー） 中目黒目黒（ファミ通App編集部） 竹中プレジデント（ファミ通App編集部） |
| マチ★アソビ vol.17                    | 2016年10月8日 - 10日  | 徳島市 しんまちボードウォーク                              | ブース出展のほか、VR体験会も実施。 | なし |
| オルガルコミット@天国'sApp 公開生放送 | 2016年12月20日        | シアター カフェ＆ダイニング STORIA（ストーリア）池袋西口店 | 公認生放送「オルガルコミット@天国'sApp」の公開生放送。 2部制に分かれており、第1部はVR体験会ほか各種企画、第2部は公開生放送が行われた。 | 【生放送出演者】 マッスル宮崎（ゲーム実況者） ふとん（コスプレイヤー） マルコP（オルコミプロデューサー） 遠藤ゆりか（水島愛梨 役） 大野柚布子（べルル 役） ［ゲスト］ 立花理香（メーヤ 役） 橋本ちなみ（広瀬こはる 役） がっきーP（高垣佳晃・初代オルガルプロデューサー） |
| コミックマーケット91                  | 2016年12月29日 - 31日 | 東京ビッグサイト 西4ホール ブースNo.3221                   | 物販のみで出展[155]。 | なし |
2017年
| イベント名                                   | 開催期間             | 会場                                            | 概要 | ステージ・生放送等出演者 |
| -------------------------------------------- | -------------------- | ----------------------------------------------- | --- | --- |
| 闘会議2017                                   | 2017年2月12日        | 幕張メッセ                                      | 「闘会議TVステージ」にて行われた生放送「オルガルコミット@天国'sApp in 闘会議2017」のみ[156]。 | 【生放送出演者】 立花理香（メーヤ 役） マッスル宮崎（ゲーム実況者） マルコP（オルコミプロデューサー） なお、大野柚布子（べルル 役）も出演予定だったが、 体調不良のため欠席。 |
| ゲームの電撃 感謝祭2017                      | 2017年3月12日        | ベルサール秋葉原2F                              | 「電撃オンラインch ブース」にて行われた生放送「『オルタナティブガールズ』スペシャルステージ」のみ[157]。 | 【生放送出演者】 竹達彩奈（悠木美弥花 役） 橋本ちなみ（広瀬こはる 役） 佳村はるか（織宮結衣 役） がっきーP（高垣佳晃・初代オルガルプロデューサー） 広橋涼（ステージMC） |
| AnimeJapan 2017                              | 2017年3月25日、26日  | 東京ビッグサイト No.J53                         | ブース出展のほか、25日は「BLUEステージ」にて「『オルタナティブガールズ』スペシャルステージ」が行われた[158][159]。 このステージでは、「覚醒～Alternative Heart～」アニメPVが公開された[160]。 また、26日はブースから生中継が行われた[161]。 | 【ステージ出演者(25日)】 遠藤ゆりか（水島愛梨 役） 大空直美（橘直美 役） 木戸衣吹（西園寺玲 役） 竹達彩奈（悠木美弥花 役） 橋本ちなみ（広瀬こはる 役） 佳村はるか（織宮結衣 役） 大野柚布子（べルル 役） がっきーP（高垣佳晃・初代オルガルプロデューサー） 【生中継出演者(26日)】 百花繚乱（ステージMC） 長妻樹里（我妻恋 役） 花守ゆみり（桃井日奈 役） 長縄まりあ（臼井未幸 役）（シークレットゲスト） 大野柚布子（べルル 役） 佳村はるか（織宮結衣 役） がっきーP（高垣佳晃・初代オルガルプロデューサー） ふとん（コスプレイヤー） 朝比奈祐未 えいか（コスプレイヤー） 塔矢晃（コスプレイヤー） 山内エレナ マッスル宮崎（ゲーム実況者）[* 40] |
| マチ★アソビ vol.18                           | 2017年5月5日 - 7日   | 徳島市 東公園ステージ・しんまちボードウォーク   | ブース出展のほか、VR体験会も実施。 また、東公園ステージにて「オルタナティブガールズ」スペシャルステージが行われた[162]。 | 【ステージ出演者】 遠藤ゆりか（水島愛梨 役） 高野麻里佳（鬼束千穂 役） 大野柚布子（べルル 役） がっきーP（高垣佳晃・初代オルガルプロデューサー） |
| オルタナティブガールズ 1周年記念ファン感謝祭 | 2017年7月30日        | nicofarre(ニコファーレ)                         | 1周年記念イベント。ステージのほか、イベント限定オリジナルグッズも販売[163][164]。 | 【ステージ出演者】 ■『〈オルコミ〉1周年出張ステージ』 大野柚布子（べルル 役） 立花理香（メーヤ 役） ふとん（コスプレイヤー） マッスル宮崎（ゲーム実況者） マルコP（オルコミプロデューサー） ■『〈おるらじ〉公開生放送ステージ』 安済知佳（天堂真知 役） 佳村はるか（織宮結衣 役） 高野麻里佳（鬼束千穂 役） ■『〈1周年記念〉感謝祭ステージ』 遠藤ゆりか（水島愛梨 役） 大空直美（橘直美 役） 大野柚布子（べルル 役） 高野麻里佳（鬼束千穂 役） 立花理香（メーヤ 役） 百花繚乱（ステージMC） ふとん（コスプレイヤー） マッスル宮崎（ゲーム実況者） マルコP（オルコミプロデューサー）                                                              |
| コミックマーケット92                         | 2017年8月11日 - 13日 | 東京ビッグサイト 西3・4ホール ブースNo.4243     | ブース出展のほか、声優お渡し会イベントを実施[165][166]。 （安済知佳（天堂真知 役）と長妻樹里（我妻恋 役）が登場） | なし |
| マチ★アソビ vol.19                           | 2017年10月7日 - 9日  | 徳島市 眉山林間ステージ・しんまちボードウォーク | ブース出展のほか、VR体験会も実施。 また、眉山林間ステージにてスペシャルステージが行われた[167]。 | 【ステージ出演者】 青木瑠璃子（中田ナタリー 役） 大野柚布子（べルル 役） 高野麻里佳（鬼束千穂 役） 長妻樹里（我妻恋 役） 佳村はるか（織宮結衣 役） ふとん（コスプレイヤー・ステージMC） |
2018年
| イベント名                                                                       | 開催期間      | 会場             | 概要 | ステージ・生放送等出演者 |
| -------------------------------------------------------------------------------- | ------------- | ---------------- | --- | --- |
| 妃十三学園ニューイヤーパーティー[168]                                            | 2018年1月27日 | ベルサール秋葉原 | ― | 【ステージ出演者】 ■『ステージ第1部 新春！妃十三学園オルタナ紅白戦』 安済知佳（天堂真知 役） 大空直美（橘直美 役） 木戸衣吹（西園寺玲 役） 立花理香（メーヤ 役） 長妻樹里（我妻恋 役） 佳村はるか（織宮結衣 役） 吉田尚記（ステージMC・ニッポン放送アナウンサー） ふとん（ステージMC・コスプレイヤー） ■『ステージ第2部 特報！妃十三学園 情報局』 安済知佳（天堂真知 役） 大空直美（橘直美 役） 木戸衣吹（西園寺玲 役） 立花理香（メーヤ 役） 長妻樹里（我妻恋 役） 佳村はるか（織宮結衣 役） ふとん（ステージMC・コスプレイヤー） |
| オルタナティブガールズ2周年記念感謝祭～いつもありがとうございます！キャプテン♡～ | 2018年7月14日 | 山野ホール       | 2周年記念イベント。 ステージのほか、イベント限定オリジナルグッズも販売[169]。                              | 【ステージ出演者】 （両部ともに同じ） 大空直美（橘直美 役） 木戸衣吹（西園寺玲 役） 立花理香（メーヤ 役） 長妻樹里（我妻恋 役） 本渡楓（吉良小百合 役） 佳村はるか（織宮結衣 役） 百花繚乱（ステージMC） |
| 東京ゲームショウ2018                                                             | 2018年9月22日 | 幕張メッセ       | 「ゲームの電撃 VS ファミ通ブース」にて行われた 「『オルタナティブガールズ2』TGS2018 公式特別生放送」のみ。 | 【生放送出演者】 本渡楓（吉良小百合 役） 長妻樹里（我妻恋 役） 村民代表南川（お笑い芸人） 小出真央（QualiArts・オルガル2広報） |
2019年
| イベント名                                           | 開催期間            | 会場                                     | 概要 | ステージ・生放送等出演者 |
| ---------------------------------------------------- | ------------------- | ---------------------------------------- | --- | --- |
| オルタナティブガールズ2 3rd Anniversary Summer Party | 2019年7月13日、14日 | 山野ホール・パセラリゾーツ秋葉原電気街店 | 3周年記念イベント。 13日は山野ホールでステージイベント「オルガルステーション 出張ステージ in 3rd Anniversary Summer Party」[* 41]を、14日はパセラリゾーツ秋葉原電気街店でファンミーティングを開催。 両日ともに新VR機能(VR水鉄砲)体験会、イベント限定オリジナルグッズも販売。 VR体験会およびグッズ販売は、13日は山野ホール、14日は秋葉原UDX前 サボニウス広場にて開催[170]。 なお、14日のファンミーティングの模様は、現地レポートがAppMadiaに掲載されている[171]。 | 【ステージ出演者】 （両部ともに同じ） 橋本ちなみ（広瀬こはる 役） 長妻樹里（我妻恋 役） 大野柚布子（べルル 役） 立花理香（メーヤ 役） 百花繚乱（ステージMC） 山内もえ（アシスタント） 村民代表南川（アシスタント） 【ファンミーティング出演者】 フェアリーまお（小出真央・オルガル2広報） くりP（栗田優也・3代目オルガルプロデューサー） ミント（筒井豊・クリエイティブディレクター） まどぐち（カスタマーサポート）他 オルタナティブガールズ2運営チーム 山内もえ（フリーモデル・スペシャルゲスト） |
2020年
| イベント名                                                                              | 開催期間             | 会場                                                       | 概要 | ステージ・生放送等出演者 |
| --------------------------------------------------------------------------------------- | -------------------- | ---------------------------------------------------------- | --- | --- |
| 第2回ファンミーティング（オルガル2 キャプテン委員会 Vol.1）                             | 2020年1月25日        | パセラリゾーツAKIBAマルチエンターテインメント4F レジェンダ | このファンミーティングの模様は、現地レポートがAppMadiaに掲載されている[172]。 | 【ファンミーティング出演者】 フェアリーまお（小出真央・オルガル2広報） くりP（栗田優也・3代目オルガルプロデューサー） 筒井豊（クリエイティブディレクター） まどぐち（カスタマーサポート）他 オルタナティブガールズ2運営チーム 山内もえ（フリーモデル・スペシャルゲスト） |
| オルタナティブガールズ2 4th ANNIVERSARY 3日連続！オンラインパーティー                   | 2020年7月17日 - 19日 | ―                                                          | 4周年記念イベント。 リアルイベント形式での開催を直前まで調整していたが、新型コロナウイルス感染症拡大防止のためリアルイベントとしては開催せず、オンライン中心での開催となった。 17日の夜には「オルガルステーション4周年記念特別番組」[* 42]を放送。 特番は2部構成となっており、第1部は19:00～20:30、第2部は21:00～22:30で放送された。 18日、19日の14:00〜17:00はオンラインビデオツールZOOMファンミーティング会場で、オンラインファンミーティング（オンラインファンミーティング キャプテン委員会vol.1）を開催。 | 【4周年記念特別番組出演者】 立花理香（メーヤ 役・特番メインMC） フェアリーまお（小出真央・オルガル2広報） くりP（栗田優也・3代目オルガルプロデューサー）[* 43] 筒井豊（クリエイティブディレクター）[* 43] ［第1部(19:00～20:30)ゲスト］ 橋本ちなみ（広瀬こはる 役） 本渡楓（吉良小百合 役） ［第2部(21:00～22:30)ゲスト］ 大空直美（橘直美 役） 大野柚布子（べルル 役） 【オンラインファンミーティング出演者】 くりP（栗田優也・3代目オルガルプロデューサー） 筒井豊（クリエイティブディレクター） フェアリーまお（小出真央・オルガル2広報） まどぐち（カスタマーサポート）他 オルタナティブガールズ2運営チーム ［18日ゲスト］ 山内もえ（フリーモデル） ［19日ゲスト］ 村民代表南川（お笑い芸人） |
| 第2回オンラインファンミーティング（オンラインファンミーティング キャプテン委員会vol.2） | 2020年12月13日       | オンラインビデオツールZOOMファンミーティング会場           | 通算4回目となるファンミーティング。 | 【ファンミーティング出演者】 くりP（栗田優也・3代目オルガルプロデューサー） 筒井豊（クリエイティブディレクター） フェアリーまお（小出真央・オルガル2広報） まどぐち（カスタマーサポート）他 オルタナティブガールズ2運営チーム ［ゲスト］ 山内もえ（フリーモデル） |
2024年
| イベント名                             | 開催期間      | 会場         | 概要              | ステージ・生放送等出演者 |
| -------------------------------------- | ------------- | ------------ | ----------------- | --- |
| オルタナティブガールズ 8周年記念生放送 | 2024年8月31日 | 東京都内某所 | 8周年記念生放送。 | 立花理香（メーヤ 役） 大野柚布子（ベルル 役） 村民代表南川（お笑い芸人） 山内もえ（フリーモデル） くりP（栗田優也・3代目オルガルプロデューサー） 筒井豊（クリエイティブディレクター） |
2025年
| イベント名                             | 開催期間      | 会場           | 概要              | ステージ・生放送等出演者 |
| -------------------------------------- | ------------- | -------------- | ----------------- | --- |
| オルタナティブガールズ 9周年記念生放送 | 2025年9月27日 | 新江ノ島水族館 | 9周年記念生放送。 | 立花理香（メーヤ 役） 長妻樹里（我妻恋 役） 村民代表南川（お笑い芸人） くりP（栗田優也・3代目オルガルプロデューサー） 筒井豊（クリエイティブディレクター） |

## グッズ
イベント等での販売
全て税込価格であるが当時販売していた価格。
2016年
- コミックマーケット90

価格は税込。
| グッズ名                         | 価格       | 詳細 |
| -------------------------------- | ---------- | --- |
| コミケ限定オリジナル缶バッジ     | 各1000円   | 3個入り全4種（フリージアドッグ①：美弥花、詩音、桜子／フリージアドッグ②：直美、結衣、真知／アイリスキャット①：乃々、愛梨、こはる／アイリスキャット②：つむぎ、玲、シルビア） |
| コミケ限定オリジナルタペストリー | 3000円     | 全1種 |
| コミケ限定オリジナルTシャツ      | 各5000円   | 全3種（アイリスキャットver、スカイシルエットver、フリージアドッグver） |
| オリジナル紙袋                   | 購入者特典 | グッズ購入者時にオリジナル紙袋をプレゼント |
| オリジナルステッカー             | 購入者特典 | 1商品購入につき1枚ランダムでプレゼント |
| オリジナルVRゴーグル             | -          | VR体験をした方全員にプレゼント |
| 主題歌CD「ルナリア」             | 1000円     | 300枚限定の先行販売。先行購入者特典：オリジナルステッカー |
- コミックマーケット91

価格は税込。
| グッズ名                                 | 価格     | 詳細                                                                                                  |
| ---------------------------------------- | -------- | --- |
| C91限定 グッズセット                     | 5000円   | A4クリアファイル4種セット、ICカードステッカー4種セット、B2ポスター [温泉]美弥花、オリジナルショッパー |
| C91限定 開運！AR対応おみくじ             | 500円    | 中身はランダム                                                                                        |
| B2タペストリー [温泉]詩音                | 3000円   | - |
| バスタオル [温泉]桜子                    | 5000円   | - |
| トレーディング缶バッジ                   | 各300円  | 全12種 中身はランダム                                                                                 |
| アクリルスタンド                         | 各1000円 | 全12種                                                                                                |
| CD「覚醒～Alternative Heart～」          | 1000円   | - |
| 公式VRゴーグル -絆 model-                | 1200円   | オリジナルステッカー付き                                                                              |
| ご注文はうさぎですか？？コラボショッパー | -        | ブースに遊びに来た方、オルガルグッズを購入した方にプレゼント                                          |
| オルガル特製年越しそば                   | -        | 「声優さんお渡し会」にて、C91限定グッズセット購入で希望の方に整理券を配布                             |
2017年
- AnimeJapan 2017

価格は税込。
| グッズ名                                       | 価格     | 詳細                                                                         |
| ---------------------------------------------- | -------- | ---------------------------------------------------------------------------- |
| AJ2017限定グッズセット                         | 3500円   | A4トートバッグ、A4クリアファイル2種セット、マフラータオル 愛梨＆結衣         |
| 抱き枕カバー[お風呂上がり]詩音                 | 11000円  | -                                                                            |
| トレーディングラバーストラップ                 | 各800円  | 全14種 中身はランダム                                                        |
| Tシャツ                                        | 各3900円 | 全2種（[オルタナティブガールズ]ロゴTシャツの、[マイコーデ]乃々Tシャツ）      |
| 湯けむり温泉ARカード                           | 各300円  | 全12種 中身はランダム                                                        |
| CD「ルナリア」 CD「覚醒～Alternative Heart～」 | 各1000円 | -                                                                            |
| 限定オリジナルショッパー                       | -        | ブースに遊びに来た方、オルガルグッズを購入した方にプレゼント                 |
| 入浴剤「妃十三の湯」                           | -        | 「声優さんお渡し会」にて、AJ2017限定グッズセット購入で希望の方に整理券を配布 |
- マチ★アソビ vol.18

価格は税込。
| グッズ名                                                    | 価格     | 詳細 |
| ----------------------------------------------------------- | -------- | --- |
| キャラソンCD第1弾「もっと Be My Power！／笑顔でgoing up！」 | 1000円   | 先行販売、マチ★アソビ限定ステッカー付き。 購入特典：AndApp版『オルタナティブガールズ』のみで使用できるシリアルコード |
| トレーディングラバーストラップ                              | 各800円  | 全14種 中身はランダム                                                                                                |
| 抱き枕カバー[お風呂上がり]詩音                              | 11000円  | - |
| Tシャツ                                                     | 各3900円 | 全2種（[オルタナティブガールズ]ロゴTシャツの、[マイコーデ]乃々Tシャツ）                                              |
| 湯けむり温泉ARカード                                        | 各300円  | 全12種 中身はランダム                                                                                                |
- オルタナティブガールズ 1周年記念ファン感謝祭

価格は税込。
| グッズ名                                                                                                   | 価格     | 詳細 |
| --- | -------- | --- |
| キャラソンCD第2弾「ほんとにほんと／きゃっちあんどりりーす」                                                | 1000円   | 先行販売、1周年記念ファン感謝祭限定ステッカー付き。 購入特典：AndApp版『オルタナティブガールズ』のみで使用できるシリアルコード |
| 「1周年記念ファン感謝祭」限定 アクリルプレート                                                             | 4000円   | - |
| 1周年記念タペストリー                                                                                      | 2000円   | - |
| オリジナルミニ色紙                                                                                         | 各400円  | 全18種（ブラインド） |
| オリジナルスタキー（スタンド付きキーホルダー）                                                             | 各600円  | 全18種（ブラインド） |
| オリジナルスマートフォンケース                                                                             | 各3500円 | 全3種（結衣、詩音、妃十三学園の校章） iPhone、Android両方に使える粘着タイプのスマホケース。                                    |
| CD「ルナリア」 CD「覚醒～Alternative Heart～」 キャラソンCD第1弾「もっと Be My Power！／笑顔でgoing up！」 | 各1000円 | - |
- コミックマーケット92

価格は税込。
| グッズ名                                                                                                   | 価格                  | 詳細                                                                                              |
| --- | --------------------- | ------------------------------------------------------------------------------------------------- |
| C92限定グッズセット                                                                                        | 5000円                | クリアブックマーカー18種セット、プラマグ、ミニクリアポスター4種セット、マフラータオル、ショッパー |
| C92限定抱き枕カバー（乃々）                                                                                | 10000円               | -                                                                                                 |
| キャラソンCD第2弾「ほんとにほんと／きゃっちあんどりりーす」                                                | 1000円                | 先行販売 購入特典：AndApp版『オルタナティブガールズ』のみで使用できるシリアルコード               |
| ミニ色紙コレクション                                                                                       | 1個400円 1BOX 7200円  | 全18種（ブラインド）                                                                              |
| スタンド付きキーホルダーコレクション                                                                       | 1個600円 1BOX 10800円 | 全18種（単体購入の場合はブラインド）                                                              |
| スマートフォンケース                                                                                       | 各3500円              | 全3種（結衣、詩音、妃十三学園の校章） iPhone、Android両方に使える粘着タイプのスマホケース。       |
| CD「ルナリア」 CD「覚醒～Alternative Heart～」 キャラソンCD第1弾「もっと Be My Power！／笑顔でgoing up！」 | 各1000円              | -                                                                                                 |
- マチ★アソビ vol.19

価格は税込。
| グッズ名 | 価格     | 詳細 |
| --- | -------- | --- |
| マチ★アソビvol.19限定Tシャツ | 3000円   | フリーサイズ |
| マチ★アソビvol.19限定マフラータオル | 2500円   | - |
| マチ★アソビvol.19限定ステッカー | 500円    | - |
| 缶バッジセット-天月の試練- | 各1500円 | 全3種（フリージアドッグ、アイリスキャット、クローバーラビット）                                                                                         |
| CD「ルナリア」 CD「覚醒～Alternative Heart～」 キャラソンCD第1弾「もっと Be My Power！／笑顔でgoing up！」 キャラソンCD第2弾「ほんとにほんと／きゃっちあんどりりーす」 キャラソンCD第3弾「Heart Cleaning／リフレイン・ウォーズ」 | 各1000円 | キャラソンCD第3弾のみマチ★アソビvol.19限定ステッカー付き 購入特典：AndApp版「オルタナティブガールズ」のみで使用できるシリアルコード（キャラソンCDのみ） |
2018年
- 妃十三学園ニューイヤーパーティー

価格は税込。
| グッズ名 | 価格     | 詳細                                                                                           |
| --- | -------- | ---------------------------------------------------------------------------------------------- |
| 妃十三学園NYP限定 オリジナルカレンダー | 3000円   | 2018年カレンダー                                                                               |
| 妃十三学園NYP限定 マフラータオル | 2500円   | -                                                                                              |
| オリジナルトートバッグ | 3500円   | -                                                                                              |
| オルタナティブガールズ スマホリング -メロ- | 2000円   | -                                                                                              |
| 缶バッジセット-天月の試練- | 各1500円 | 全3種（フリージアドッグ、アイリスキャット、クローバーラビット）                                |
| CD「ルナリア」 CD「覚醒～Alternative Heart～」 キャラソンCD第1弾「もっと Be My Power！／笑顔でgoing up！」 キャラソンCD第2弾「ほんとにほんと／きゃっちあんどりりーす」 キャラソンCD第3弾「Heart Cleaning／リフレイン・ウォーズ」 | 各1000円 | 購入特典：AndApp版「オルタナティブガールズ」のみで使用できるシリアルコード（キャラソンCDのみ） |
- オルタナティブガールズ2周年記念感謝祭～いつもありがとうございます！キャプテン♡～

価格は税込。
| グッズ名 | 価格                          | 詳細 |
| --- | ----------------------------- | --- |
| 2周年記念感謝祭限定 Tシャツ | 3000円                        | - |
| 2周年記念感謝祭限定 ペンライト | 3500円                        | - |
| 抱き枕カバー[屈辱の女王]千穂 | 10000円                       | - |
| マフラータオル | 各2500円                      | 全3種（フリージアドッグ&若菜ver.、アイリスキャットver.、クローバーラビットver.）                                 |
| アクリルスタンドキーホルダーコレクション | 1個600円 全19種セット 11400円 | 全19種（1個ずつ購入の場合はランダム）                                                                            |
| アルバムCD「Alternative Girls Character Song Collection」 | 3000円                        | 会場限定特典「2周年記念スリーブ」付き                                                                            |
| CD「ルナリア」 CD「覚醒～Alternative Heart～」 キャラソンCD第1弾「もっと Be My Power！／笑顔でgoing up！」 キャラソンCD第2弾「ほんとにほんと／きゃっちあんどりりーす」 キャラソンCD第3弾「Heart Cleaning／リフレイン・ウォーズ」 キャラソンCD第4弾「月下の軌跡／はわはわアワー」 | 各1000円                      | 購入特典：AndApp版「オルタナティブガールズ」のみで使用できるシリアルコード（「月下の軌跡／はわはわアワー」のみ） |
| オルタナティブガールズ スマホリング -メロ- | 2000円                        | - |
2019年
- オルタナティブガールズ2 3rd Anniversary Summer Party

価格は税込。
| グッズ名                                     | 価格                          | 詳細 |
| -------------------------------------------- | ----------------------------- | --- |
| 3rd Anniversary Summer Party記念Tシャツ      | 3500円                        | - |
| 3rd Anniversary Summer Party記念ペンライト   | 3500円                        | カラーチェンジ全14色                                                                                                 |
| 3rd Anniversary Summer Party記念グッズセット | 5000円                        | フロストマグカップ、お風呂ポスター、サマーバッグ                                                                     |
| 抱き枕カバー 小百合                          | 10000円                       | - |
| B2 タペストリー 千穂                         | 3500円                        | - |
| フルカラーマフラータオル                     | 各3000円                      | 全3種（フリージアドッグ、アイリスキャット、クローバーラビット）                                                      |
| サマーブランケット 詩音                      | 4000円                        | - |
| アクリルスタンドキーホルダーコレクション     | 1個700円 全21種セット 14700円 | 全21種（1個ずつ購入の場合はランダム）                                                                                |
| スマートフォンケース                         | 4000円                        | 外側には妃十三学園の校章、内側には乃々が描かれているデザイン。 iPhone、Android両方に使える粘着タイプのスマホケース。 |
| 抱き枕カバー 乃々【再生産】                  | 10000円                       | 再販商品 |
| 抱き枕カバー 詩音【再生産】                  | 10000円                       | 再販商品 |
| 抱き枕カバー 千穂【再生産】                  | 10000円                       | 再販商品 |
| オルタナティブガールズ スマホリング -メロ-   | 2000円                        | - |
2020年
- 4周年記念グッズ オンライン販売

価格は税込。eStream Storeにて販売。販売期間は7月21日～8月21日。(一部を除く)
完売商品に関しては、8月11日～21日まで受注生産で再販されていた。
凡例
- [完] - 8月3日までに完売した商品
- [再] - 完売後、8月11日から再販された商品

| グッズ名                                             | 価格                          | 詳細 | 備考      |
| ---------------------------------------------------- | ----------------------------- | --- | --------- |
| 4th Anniversary 記念オリジナルTシャツ                | 3500円                        | - | [完]→[再] |
| アクリルスタンドキーホルダーコレクション(全21種)     | 1個750円 全21種セット 15750円 | 全21種（1個ずつ購入の場合はランダム）                                                                                         | [完]→[再] |
| 4th Anniversary 記念オリジナルアクリルスマホスタンド | 1800円                        | 受注生産品 |           |
| 4th Anniversary 記念オリジナルキャンバスアート       | 3500円                        | 受注生産品 |           |
| 4th Anniversary 記念オリジナルトートバッグ           | 2500円                        | - | [完]→[再] |
| フェイスタオル                                       | 各3000円                      | 全3種（フリージアドッグ＋若菜、アイリスキャット＋ベルル、クローバーラビット＋メーヤ）                                         |           |
| 大判サマーブランケット 乃々                          | 4500円                        | - | [完]→[再] |
| マグカップ                                           | 1500円                        | 全3種（フリージアドッグ＋若菜、アイリスキャット＋ベルル、クローバーラビット＋メーヤ）                                         | [完]→[再] |
| オルタナティブガールズ2 公式設定資料集               | 2800円                        | A4サイズ：132ページ、初の公式設定資料集。                                                                                     | [完]→[再] |
| 抱き枕カバー 若菜                                    | 12000円                       | - |           |
| B2 タペストリー 千穂【再販】                         | 3500円                        | 再販商品 |           |
| フルカラーマフラータオル【再販】                     | 各3000円                      | 再販商品 全3種（フリージアドッグ、アイリスキャット、クローバーラビット）                                                      |           |
| スマートフォンケース【再販】                         | 4000円                        | 再販商品 外側には妃十三学園の校章、内側には乃々が描かれているデザイン。 iPhone、Android両方に使える粘着タイプのスマホケース。 |           |
| オルタナティブガールズ スマホリング -メロ-【再販】   | 2000円                        | 再販商品 2018年の「妃十三学園ニューイヤーパーティー」から今回のグッズ販売まで唯一販売され続けている。                         |           |
| 抱き枕カバー 乃々【再受注販売】                      | 12000円                       | 再販商品 8/11から完売分の再販商品と同時に販売開始。                                                                           |           |
| 抱き枕カバー 詩音【再受注販売】                      | 12000円                       | 再販商品 8/11から完売分の再販商品と同時に販売開始。                                                                           |           |
| 抱き枕カバー 千穂【再受注販売】                      | 12000円                       | 再販商品 8/11から完売分の再販商品と同時に販売開始。                                                                           |           |
| 抱き枕カバー 小百合【再受注販売】                    | 12000円                       | 再販商品 8/11から完売分の再販商品と同時に販売開始。                                                                           |           |
- 4.5周年記念グッズ販売

価格は税込。アニメイトオンラインにて受注生産販売。販売期間は12月14日～12月28日。
4周年記念グッズの一部も再販。
| グッズ名                                                     | 価格                          | 詳細                                                                                       |
| ------------------------------------------------------------ | ----------------------------- | ------------------------------------------------------------------------------------------ |
| セパレート卓上カレンダー                                     | 1650円                        | 全3種（フリージアドッグ＋若菜、アイリスキャット＋ベルル、クローバーラビット＋メーヤ）      |
| 仲良しパジャマパーティー ましゅまろラウンドクッション        | 4400円                        | 各チームリーダー（美弥花・乃々・小百合）の書き下ろしのイラストを使用。                     |
| メモリアルアニバーサリー マシュモクッション 有村詩音         | 4950円                        | 1周年カウントダウンのTwitterイラストと、メイドガチャの☆4カードイラストを使用。             |
| ぷちきゃらアクリルスタンドキーホルダーコレクション           | 1個550円 全21種セット 11550円 | 全21種（1個ずつ購入の場合はランダム） チャームシールのイラストを使用。                     |
| 仲良しパジャマパーティー アクリルスタンドキーホルダー        | 1078円                        | クッションと同じく、各チームリーダー（美弥花・乃々・小百合）の書き下ろしのイラストを使用。 |
| オリジナルメンバーステッカー                                 | 各990円                       | 全21種。実際にゲーム内で使用されているチャームシールのイラスト等をシール化。               |
| 4th Anniversary 記念オリジナルトートバッグ【再販】           | 3025円                        | 再販商品                                                                                   |
| オルタナティブガールズ2 公式設定資料集【再販】               | 3520円                        | 再販商品                                                                                   |
| アクリルスタンドキーホルダーコレクション(全21種)【再販】     | 1個907円                      | 再販商品（ランダム販売のみ）                                                               |
| 4th Anniversary 記念オリジナルキャンバスアート【再販】       | 5500円                        | 再販商品                                                                                   |
| 4th Anniversary 記念オリジナルアクリルスマホスタンド【再販】 | 2200円                        | 再販商品                                                                                   |
2023年
- 7周年記念グッズ

価格は税込。QualiArts Storeにて受注生産販売。販売期間は7月30日～8月13日。
| グッズ名                                               | 価格                                                           | 詳細                                                                                |
| ------------------------------------------------------ | -------------------------------------------------------------- | ----------------------------------------------------------------------------------- |
| 7周年記念 キャラファイングラフ                         | 14300円                                                        | 7周年記念描き下ろしキービジュアルを使用。                                           |
| 7周年記念 B2タペストリー                               | 4400円                                                         | 7周年記念描き下ろしキービジュアルを使用。                                           |
| 結衣 抱きまくらカバー                                  | 13200円                                                        | -                                                                                   |
| 千穂＆未幸 添い寝ベッドシーツ                          | 15400円                                                        | -                                                                                   |
| 7周年記念 マフラータオル                               | 3300円                                                         | 7周年記念描き下ろしデフォルメイラストを使用。                                       |
| 7周年記念 デフォルメオルタナグリッター缶バッジ【21種】 | 1個605円 全21種セット 11000円                                  | 全21種（1個ずつ購入の場合はランダム） 7周年記念描き下ろしデフォルメイラストを使用。 |
| 7周年記念 デフォルメオルタナアクリルスタンド【21種】   | 1個660円 全21種セット 13200円                                  | 全21種（1個ずつ購入の場合はランダム） 7周年記念描き下ろしデフォルメイラストを使用。 |
| オルタナ デートブロマイド(全19種)、フォトフレーム      | デートブロマイド 220円 デートブロマイド用フォトフレーム 3850円 | デートブロマイドはランダム 7周年記念描き下ろしデフォルメイラストを使用。            |
その他の販売
- アニメイト

価格は税抜。第1弾は2017年7月15日から、第2弾は2017年9月下旬頃から。
| グッズ名                                     | 価格                  | 詳細                                                                      |
| 第1弾                                        | 第1弾                 | 第1弾                                                                     |
| -------------------------------------------- | --------------------- | ------------------------------------------------------------------------- |
| アクリルキーホルダー                         | 各650円               | 全16種                                                                    |
| 缶’sコレクション                             | 1個300円 1BOX 4800円  | 全16種（単体購入の場合はブラインド）                                      |
| ポストカードセット                           | 各450円               | 全6種（1種につきポストカード3組入り）                                     |
| 第2弾                                        |                       |                                                                           |
| スタンド付きアクリルキーホルダーコレクション | 1個600円 1BOX 10800円 | 全18種（単体購入の場合はブラインド）                                      |
| 手帳型スマートフォンケース                   | 3500円                | 全2種（詩音、結衣） iPhone、Android両方に使える粘着タイプのスマホケース。 |
| ミニ色紙コレクション                         | 1個400円 1BOX 7200円  | 全18種（単体購入の場合はブラインド）                                      |
- 電撃屋

価格は税込。3周年記念イベント「オルタナティブガールズ2 3rd Anniversary Summer Party」にて販売を行った一部のグッズの事後通販を実施。
| グッズ名                                                 | 価格     | 詳細 |
| -------------------------------------------------------- | -------- | --- |
| アクリルスタンドキーホルダーコレクション（全21種セット） | 16500円  | 全21種（1個ずつ購入の場合はランダム）                                                                                |
| 抱き枕カバー 詩音                                        | 13200円  | - |
| 抱き枕カバー 乃々                                        | 13200円  | - |
| 抱き枕カバー 千穂                                        | 13200円  | - |
| 抱き枕カバー 小百合                                      | 13200円  | - |
| 3rd Anniversary Summer Party記念Tシャツ                  | 3850円   | - |
| 3rd Anniversary Summer Party記念グッズセット             | 6050円   | フロストマグカップ、お風呂ポスター、サマーバッグ                                                                     |
| B2 タペストリー 千穂                                     | 3850円   | - |
| サマーブランケット 詩音                                  | 4400円   | - |
| スマートフォンケース                                     | 4400円   | 外側には妃十三学園の校章、内側には乃々が描かれているデザイン。 iPhone、Android両方に使える粘着タイプのスマホケース。 |
| フルカラーマフラータオル                                 | 各3300円 | 全3種（フリージアドッグ、アイリスキャット、クローバーラビット）                                                      |
| オルタナティブガールズ スマホリング -メロ-               | 2200円   | - |